# Ebern

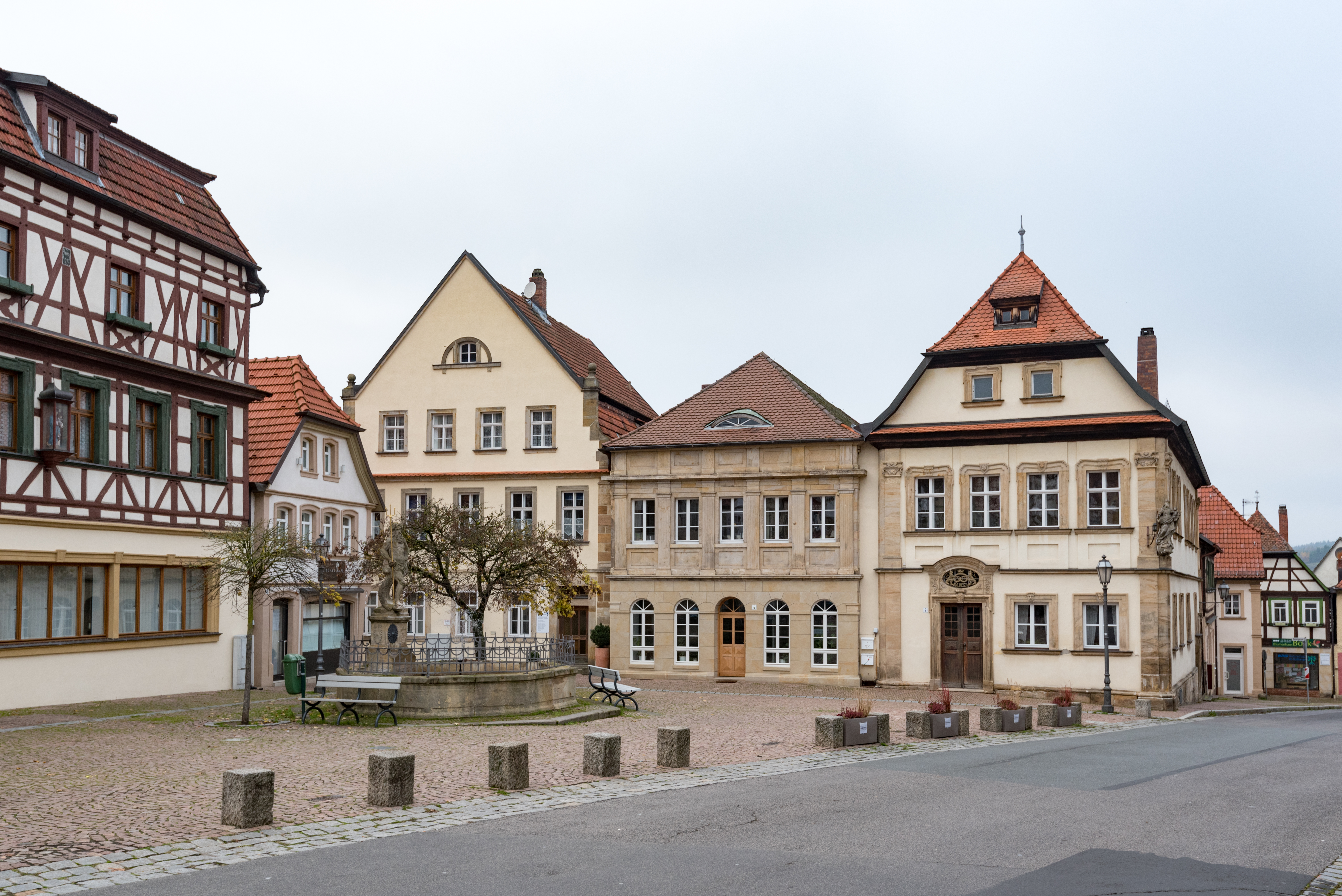
Marktplatz von Ebern

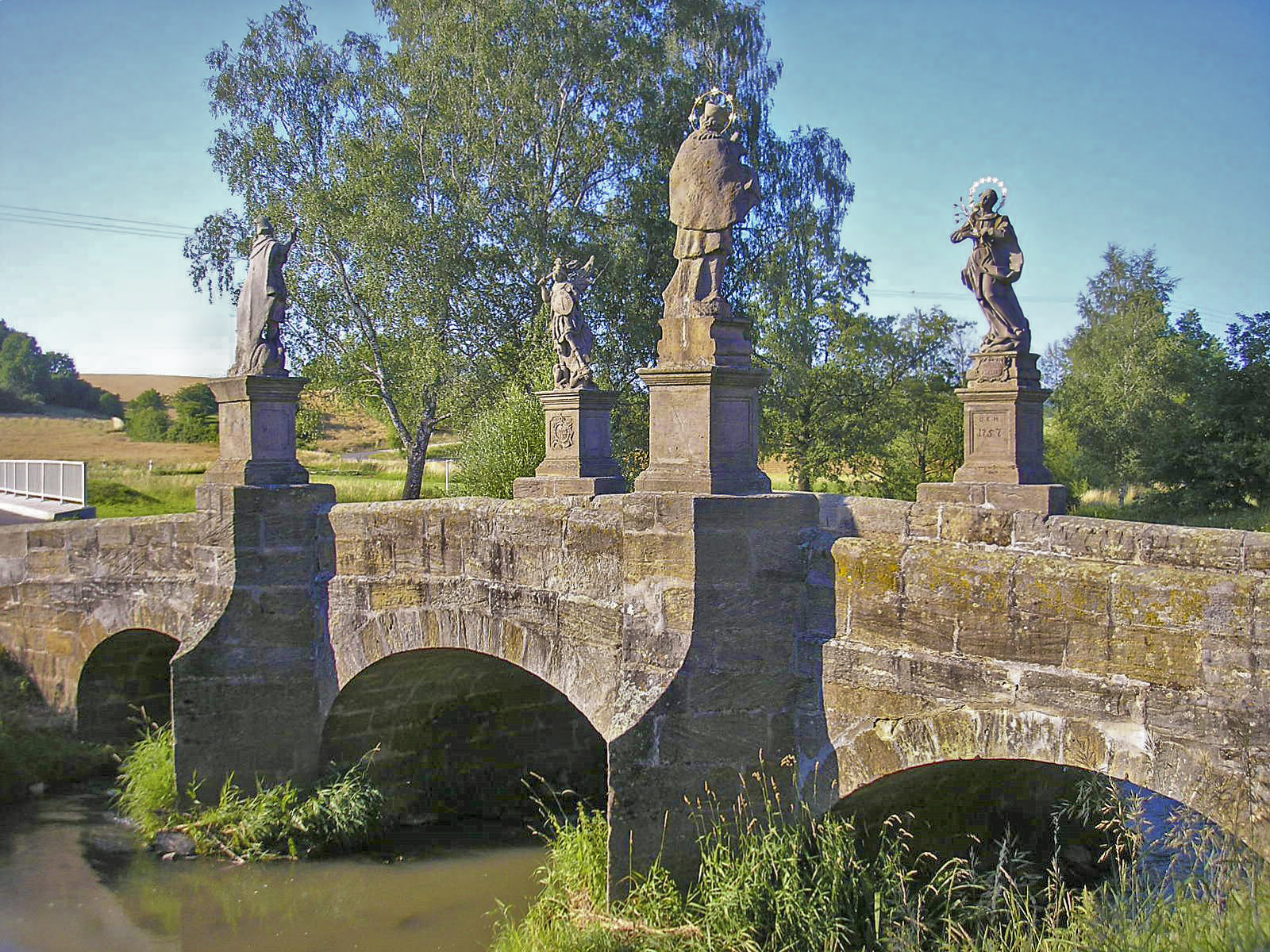
Historische Baunachbrücke (1757) im Stadtteil Frickendorf

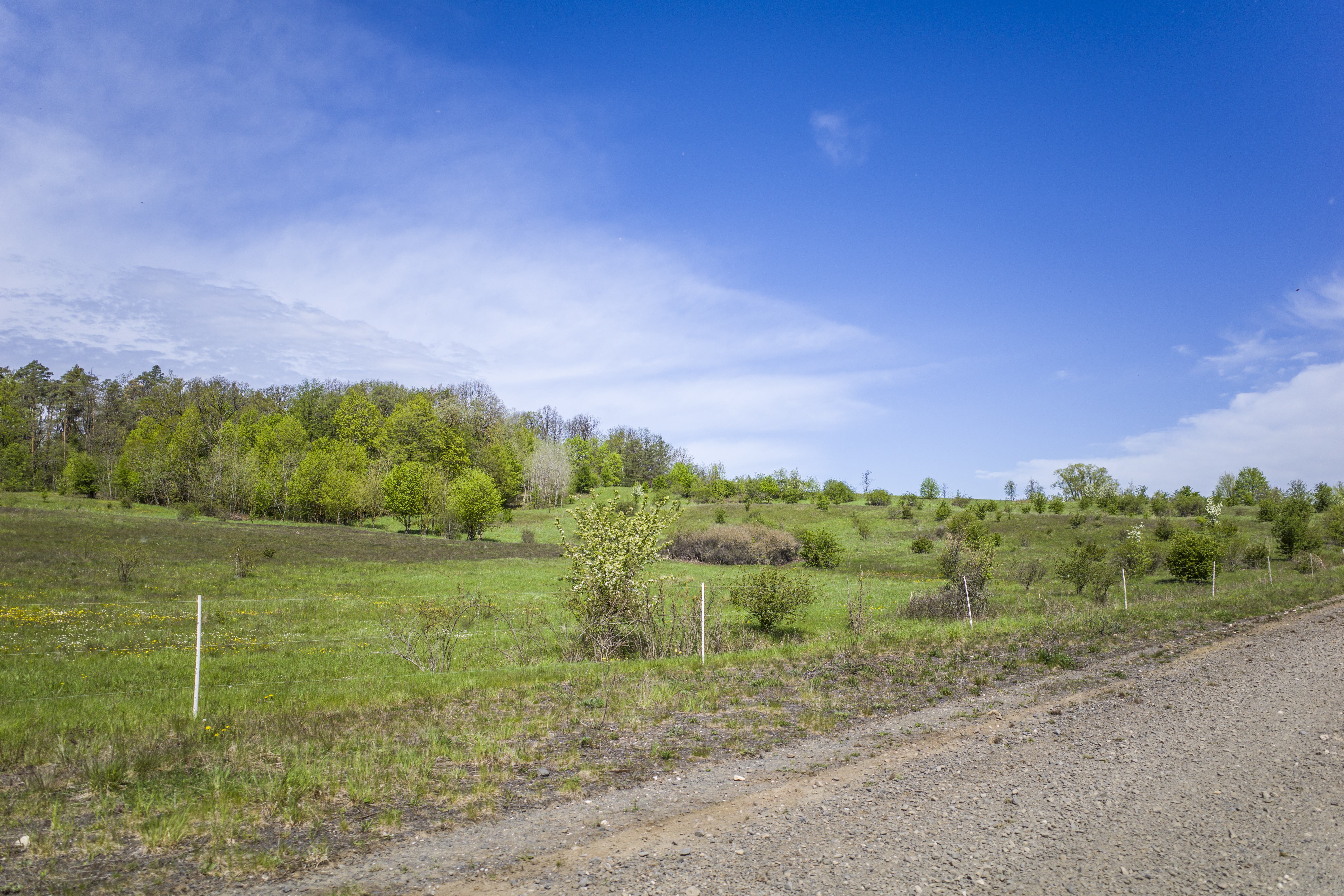
Flugabwehrübungsgelände auf dem ehemaligen Standortübungsplatz Ebern (2021)

Ebern ist eine Stadt im unterfränkischen Landkreis Haßberge in Bayern und Sitz der Verwaltungsgemeinschaft Ebern. Die gut erhaltene Altstadt wird noch von großen Teilen ihrer starken mittelalterlichen Stadtbefestigung umgeben. Ein gepflegter Anlagenring trennt das historische Ensemble von den weitläufigen Neubaugebieten der Stadterweiterung aus der Zeit nach dem Zweiten Weltkrieg.

## Geographie

### Geographische Lage

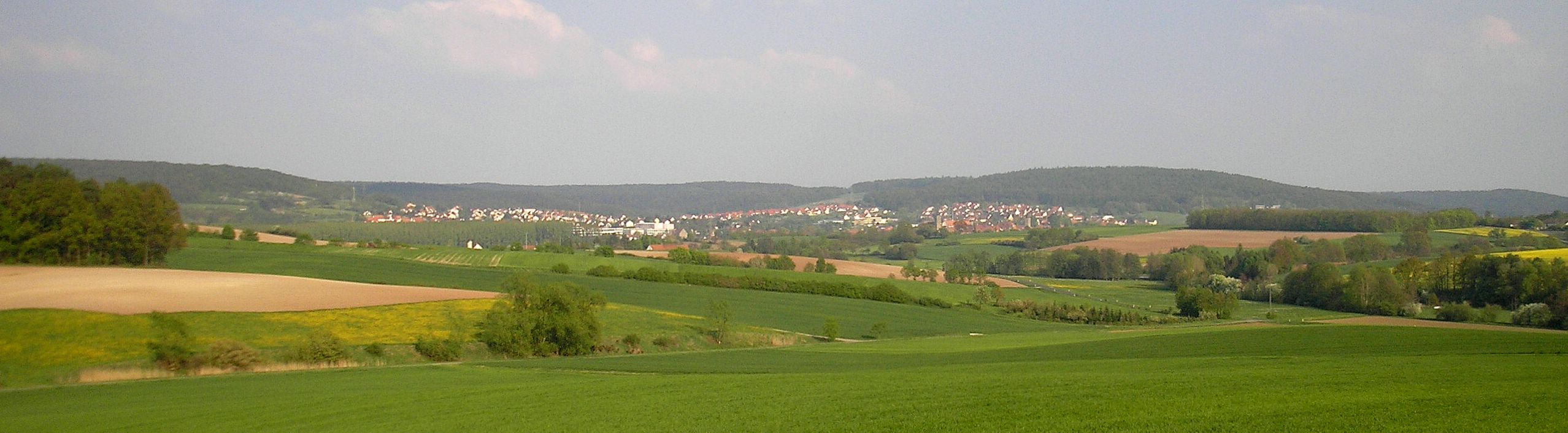
Blick vom Westen auf Ebern, im Hintergrund der Losberg

Ebern liegt 26 Kilometer nördlich von Bamberg zwischen den östlichen Ausläufern der Haßberge und den Zeilbergen des südwestlichen Itz-Baunach-Hügellandes, die heute ebenfalls zu den Haßbergen gezählt werden. Die Stadt liegt im Fränkischen Keuper-Lias-Land.

### Gemeindegliederung
Es gibt 35 Gemeindeteile (in Klammern ist der Siedlungstyp angegeben):
- Albersdorf (Kirchdorf)
- Bischwind a.Raueneck (Kirchdorf)
- Bramberg (Kirchdorf)
- Brambergermühle (Einöde)
- Brünn (Dorf)
- Ebern (Hauptort)
- Eichelberg (Dorf)
- Eyrichshof (Kirchdorf)
- Fierst (Dorf)
- Fischbach (Pfarrdorf)
- Frickendorf (Dorf)
- Gemünd (Weiler)
- Gemündermühle (Einöde)
- Hetschingsmühle (Einöde)
- Heubach (Dorf)
- Höchstädten (Dorf)
- Jesserndorf (Pfarrdorf)
- Kurzewind (Weiler)
- Lützelebern (Einöde)
- Neuses a.Raueneck (Kirchdorf)
- Papiermühle (Einöde)
- Pöppelsmühle (Einöde)
- Reutersbrunn (Kirchdorf)
- Rotenhan (Dorf)
- Ruppach (Dorf)
- Ruppachsmühle (Einöde)
- Sachsenhof (Einöde)
- Sandhof (Dorf)
- Siegelfeld (Dorf)
- Specke (Weiler)
- Straßenhof (Einöde)
- Unterpreppach (Kirchdorf)
- Vorbach (Kirchdorf)
- Weißenbrunn (Dorf)
- Welkendorf (Weiler)

Die Einöde Obere Mühle ist kein amtlich benannter Ortsteil, sondern zählt zum Gemeindeteil Weißenbrunn.

### Nachbargemeinden
Nachbargemeinden sind (von Norden beginnend im Uhrzeigersinn): Pfarrweisach, Untermerzbach, Rentweinsdorf, Kirchlauter, Königsberg in Bayern und Burgpreppach.

## Geschichte

### Mittelalter
In einer lateinischen Urkunde vom 10. April 1151 wird der im Herbst 2015 abgeräumte Weiler „liuzileber“ (Lützelebern) als Schenkung des Erimbert vom Gleusdorf an die Kirche St. Peter in Bamberg erwähnt. Die Nennung dieses „Kleineber(n)“ setzt die Existenz eines „Großebern“, also einer größeren Siedlung voraus. Die Ansiedlung könnte bereits im 7. Jahrhundert im Zuge der fränkischen Landnahme nach dem Zerfall des Thüringer Reiches bzw. Herzogtums entstanden sein. Der Ortsname dürfte „bei den Ebern“ bedeuten. Einige Forscher deuten den Stadtnamen als Erinnerung an einen germanischen Eber-Kult. Möglicherweise wurden an dieser Stelle Eber als Opfertiere gezüchtet.
Nach dem Kreisheimatpfleger Günter Lipp lautet der lateinische Originaltext dieses für die Stadtgeschichte wichtigen Dokumentes:
„Anno ab Incarnatione Domini Mill.Cent.L.I. Indictione XIIII Regnante Chuonrado rege tercio, presidente Sanctae babenbergensi ecclesiae Eberhardo episcopo, anno episcopatus eins. V, tertia feria paschae, cuius dominicus. VI. Idus. Aprilis, euenerat, Erimbert’ de chlubisdorf predium suum tezwistorf per manu Pillungi de meminsdorf et fratris eius Gundelohi, aliud autem uocabulo liuzileber per manum Heroldi de lane, tertium Gerhartiswindin manu propria et uxorissuae traditit altario Sancti Petri in babenberch, fratribus banzensis monasterii conseruanda, reseruato sibi fructuario usu dum aduiueret. Huius rei testes sunt…“ (Staatsarchiv Bamberg, Bamberg 255)
Bereits 1216 gehörte Ebern dem Hochstift Würzburg, war aber verpfändet. Der Bischof verpflichtete sich urkundlich gegenüber den „Dombrüdern“ zur Auslösung des Pfandes. 1230 wurde die Ansiedlung als „Civitas“ urkundlich erwähnt.
1232 wurde die Civitas Ebern zusammen mit 32 Dörfern von der Urpfarrei (Pfarr)Weisach abgetrennt und zur Pfarrei erhoben. Wahrscheinlich war die Siedlung damals bereits ein zentraler Marktort, dessen Bewohner Marktgeld entrichten mussten.

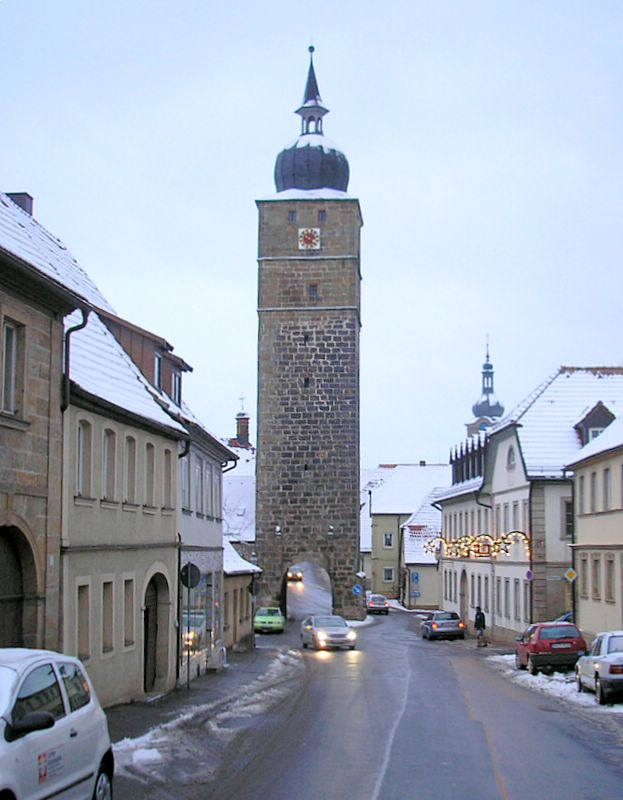
Die südliche Vorstadt „Klein Nürnberg“, Blick auf das Grautor

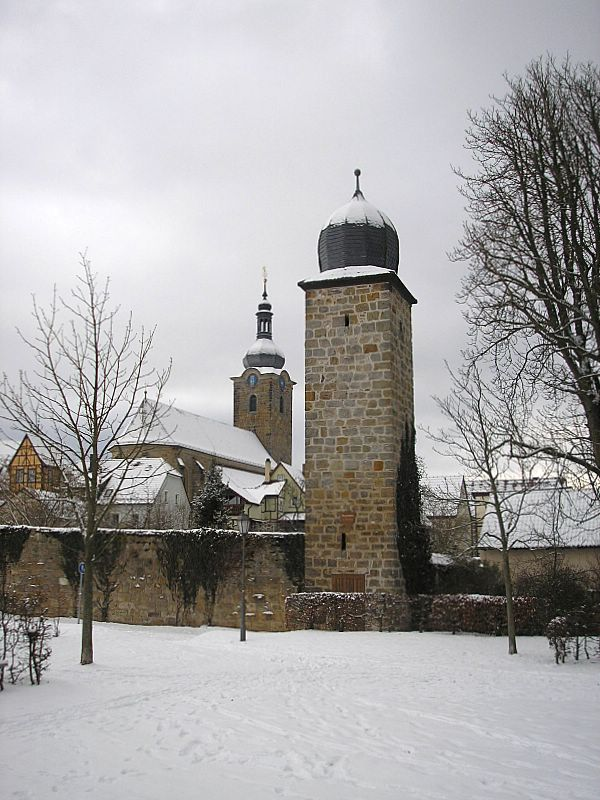
Pfarrgartenturm und Stadtpfarrkirche

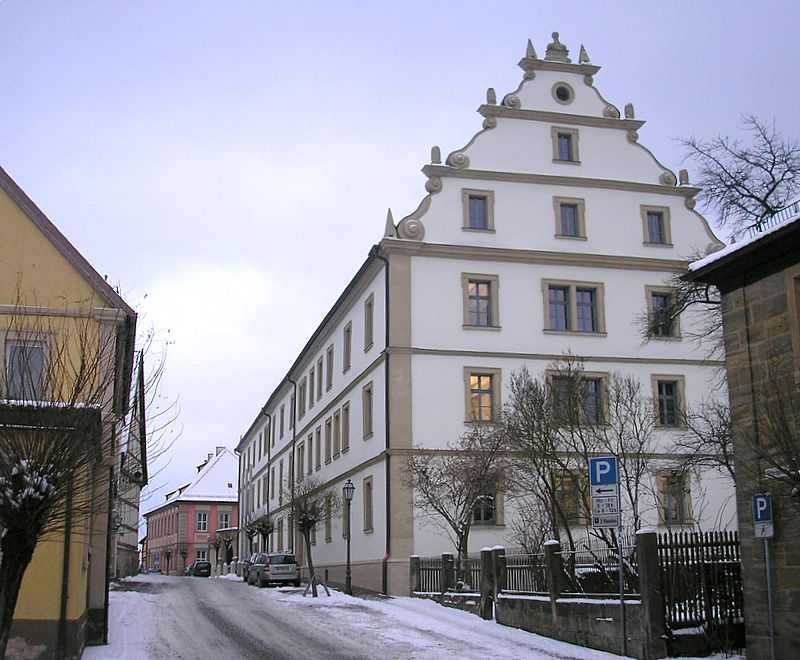
Die Rittergasse mit dem ehemaligen Schüttboden (Sitz der Verwaltungsgemeinschaft) und dem Finanzamt

Das Stadt- und Befestigungsrecht erhielt die Civitas durch Kaiser Ludwig den Bayern im Jahre 1335. Er bestätigte der Stadt Ebern als einer Stadt vom Reich zugleich auch all ihre Güter, Rechte und Gewohnheiten. Die Ansiedlung wurde von einer alten, von Bamberg nach Sachsen bzw. Nürnberg nach Erfurt führenden Handelsstraße durchquert. Die offizielle Stadterhebung (1335) durch den Kaiser, der einer Bitte Bischof Hermanns von Lichtenberg folgte, wurde infolge eines Reichsgesetzes notwendig und legitimierte einen bereits weitgehend vorher erreichten Status. So ist etwa der Mauerbau bereits 1303 und 1313 bezeugt. Als verbindliches Recht wurde das verbreitete Gelnhausener Stadtrecht verbrieft.
Im Juli 1396 schloss sich die Stadt mit dem unzufriedenen Adel und den übrigen Städten des Hochstiftes Würzburg zu einem Bund zusammen. Wegen der als ungerecht empfundenen Besteuerung durch das hoch verschuldete Hochstift strebte man die Reichsunmittelbarkeit an. Im Oktober 1397 nahm der schwache König Wenzel die elf Städte dieses „Elfstädtebundes“ unter seinen Schutz und stellte sie den übrigen Reichsstädten gleich. Die alten Rechte des Bistums wurden allerdings nicht in Frage gestellt. Bereits zwei Jahre später forderte der König die Städte auf, dem Bischof zu huldigen. Im Jahr 1400 unterlagen die Aufständischen dem Hochstift endgültig in der Schlacht von Bergtheim. Maßgeblichen Anteil am Sieg Bischof Gerhards von Schwarzburgs hatten die 60 Ritter und Edelknechte aus den Haßbergen. Ebern und Meiningen waren allerdings als einzige der elf verbündeten Städte bereits 1399 der Aufforderung des königlichen Stellvertreters Bořivoj von Svinař gefolgt und hatten sich unterworfen. Die Entscheidungsschlacht fand also ohne Eberner Beteiligung statt.
Im 15. und 16. Jahrhundert wurde die starke Stadtmauer mit ihren vier erhaltenen Ecktürmen und dem mächtigen Grauturm ausgebaut.
1430 verwüstete ein großer Brand die Siedlung. Von 200 Gebäuden blieben nur drei stehen. Dieser Katastrophe fiel auch die alte Pfarrkirche St. Laurentius zum Opfer, die später als spätgotische Pseudobasilika wiederaufgebaut wurde. Der ältere Turm dürfte noch von der zerstörten Kirche stammen.
Ab 1463 ist in Ebern „auf dem Wege nach Eyrichshof“ ein mittelalterliches Leprosorium nachweisbar, das als Siechenhaus bezeichnet wurde.

### Frühe Neuzeit
Ab 1500 lag Ebern als Teil des Würzburger Hochstifts im Fränkischen Reichskreis.
Im Bauernkrieg schlug sich die Stadt 1525 auf die Seite der Aufständischen.
Am 8. Mai 1525 plünderten die Eberner den Langheimer Wirtschaftshof (Grangie) Tambach und brannten zwei Tage später das Gut der Herren von Lichtenstein zu Gereuth nieder. Nachdem der Eberner Haufen auch noch den Ansitz der Herren von Füllbach bei Gleusdorf verwüstet hatte, zog er vor die Würzburger Amtsburg Rauheneck bei Vorbach. Der Amtmann Lorenz von Bibra konnte die Aufständischen allerdings täuschen. Er gab vor, sich der Revolte anzuschließen. Die Revolutionäre zogen daraufhin ab, um die Schlösser der Familie Fuchs in Burgpreppach, Leuzendorf und Weißenbrunn zu verwüsten. Kurz darauf vereinigten sie sich mit den Maroldsweisachern und nahmen die Burgen Altenstein und Lichtenstein ein. Auch das kleine Schloss zu Fischbach konnte den Angriffen nicht lange standhalten. Am 24. Mai musste auch Hans von Rotenhan zu Rentweinsdorf kapitulieren.
Obwohl der Aufstand nicht gegen das Hochstift oder gar den Bischof selbst gerichtet war, sondern gegen die Anmaßung des reichen Bürgertums und des Niederadels, mussten die Eberner ihre Teilnahme teuer bezahlen. Nachdem die vereinigten Bauernheere am 2. Juni 1525 in der Schlacht bei Königshofen an der Tauber vernichtend geschlagen wurden, begab sich Bischof Konrad auf eine zweimonatige Strafexpedition durch sein Hochstift. Ebern war die zehnte Station dieser Huldigungsreise. Am 26. Juni wurden die elf Rädelsführer des Eberner Haufens auf dem Marktplatz öffentlich enthauptet. Der Humanist Sebastian von Rotenhan, der den Bischof begleitete, soll versucht haben, besänftigend auf den Landesherrn einzuwirken. Seine Bemühungen blieben aber offensichtlich ohne Erfolg. Zusätzlich musste die Bürgerschaft hohe Schadenersatzzahlungen geloben, die die Finanzkraft des kleinen Gemeinwesens beträchtlich überstiegen. Im Stadtarchiv ist noch der originale Unterwerfungsrevers erhalten, nach dem die Bürgerschaft mit erhobenen Fingern zu schwören hatte. Bis zur Jahrhundertmitte konnte sich deshalb auch die Reformation in Ebern nur schwer ausbreiten. 1576 bekannten sich allerdings nur noch drei Ratsmitglieder zur katholischen Kirche. Das Bistum zwang die Protestanten zur Auswanderung in nahe gelegene evangelische Städte und Territorien wie etwa die sächsische Exklave Königsberg. Die Mehrheit blieb aber in der alten Heimat und wurde wieder katholisch.
Während des Markgrafenkrieges (1553/54) hatte die Stadt nur wenig zu leiden, während im Umland etwa Neusig und Reckendorf und die Stufenburg über Baunach verwüstet wurden.

### 17./18. Jahrhundert
Größere Nöte brachte der Dreißigjährige Krieg. Der Baunachgrund wurde wegen der alten Verkehrsverbindungen nach Süden von zahlreichen Heeren durchquert. Die Soldaten quartierten sich mehrmals innerhalb der Stadtmauern ein. Die Bürgerschaft hatte die Truppen zu verpflegen und zu versorgen. Im Zuge der Einquartierungen wurden auch Seuchen eingeschleppt. So brachte 1626 ein Reitertrupp die Pest nach Ebern.

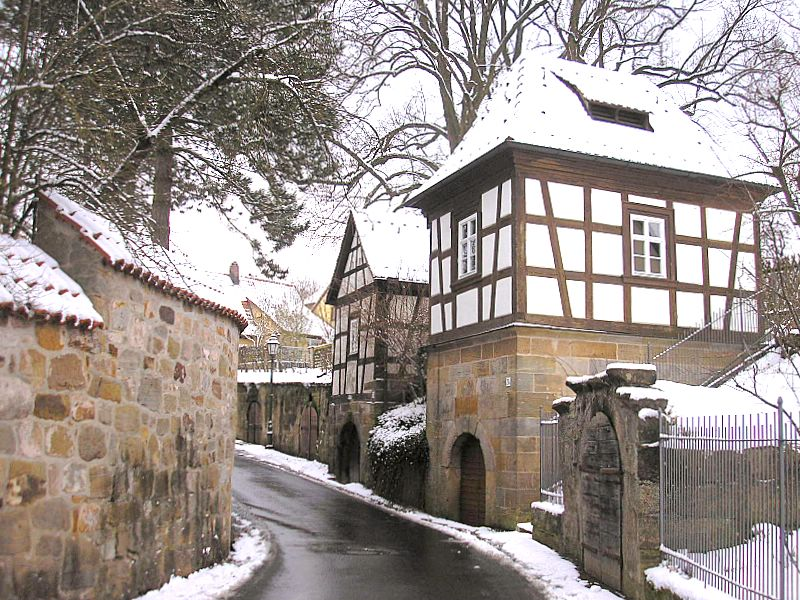
Historische Kellerhäuser in der Hirtengasse unter dem Grautor

1633 musste Ebern beim Hochstift die Aussetzung des Zehnten ersuchen: „dass mancher wohl begütterter Haussmann nur Kleyenbrodt, darunter bißweiln Eichel und dürre Feldtbirn gemahlen, eßen müssen, um sich damit des Hungers zu erwehren.“ (Verzeichnis des Magazin- oder Kriegszehents im Amt Ebern, Vorrede).
1647 wurde die Stadt nur noch von 64 Familien, davon drei jüdischen bewohnt. Vor den Kampfhandlungen sind 215 Familien überliefert.
Nach dem Westfälischen Frieden begann der Wiederaufbau des ausgeplünderten und verwüsteten Baunachgrundes. Der Bevölkerungsverlust wurde teilweise durch die Ansiedlung von Flüchtlingen aus Böhmen und Schlesien ausgeglichen. Auch zahlreiche jüdische Familien suchten Schutz in den kleinen protestantischen Herrschaften der Reichsritterschaft rund um Ebern. Es begann eine Phase des Aufschwungs, die etwa zwei Jahrhunderte anhalten sollte.
Seit 1642 war Johann Philipp von Schönborn Bischof zu Würzburg. Unter ihm entwickelte sich das Hochstift zum „obrigkeitlich betreuten Wohlfahrtsstaat merkantilistischer Orientierung“ (Otto Meyer). 1649 wurden in Ebern das allgemeine Brau- und Schankrecht erneuert und die vier erblichen Schankstätten bestätigt. In der Stadt und im Umland entfaltete sich eine rege Bautätigkeit. Auf das steinerne Untergeschoss des Rathauses wurde beispielsweise der prächtige Fachwerkaufbau gesetzt.
1676/77 zogen kaiserliche Kroaten durch die Region, hinterließen aber nur wenig Schaden. Im volkstümlichen Schimpfwort „Kravatt“ haben sich allerdings noch Erinnerungen an diese Episode erhalten. Einige Unruhe brachten nochmals 1748 die Heereszüge am Ende des Österreichischen Erbfolgekrieges und 1757 des Siebenjährigen Krieges. Die Truppen zogen damals allerdings an der Stadt vorbei, ohne dass es zu größeren Schäden kam. Einige Flur- und Waldschäden entstanden 1796 im ersten Koalitionskrieg, als eine französische Division ihr Lager bei Losbergsgereuth, Gräfenholz und Heubach aufschlug.

### 19./20. Jahrhundert
Nach der Säkularisation des Hochstiftes (1802/03) gelangte Ebern über das neu errichtete Großherzogtum Würzburg an das Königreich Bayern. Nach der Auflösung des Hochstiftes wurden 1805/06, 1808 und 1811 französische Truppenkontingente in Ebern einquartiert. Anfang 1812 erwählte gar der spätere König Wilhelm I. das Städtchen als Quartier, um sich im Frühsommer dem Russlandfeldzug Napoleons anzuschließen.
Während der Revolution von 1848/49 mussten fünf Eberner Bürger ihre Teilnahme am Bamberger Demokratenkongress mit kürzeren Haftstrafen büßen. Sonstige revolutionäre Umtriebe wurden von der 150 Mann starken städtischen Bürgerwehr „im Keim erstickt“. Die Biedermeierzeit verlief in Ebern ohne bedeutendere Ereignisse. Während des Deutsch-Französischen Krieges von 1870/71 verloren sieben der 44 eingerückten Eberner Bürger ihr Leben.
Im Ersten Weltkrieg hatte man bereits 41 Gefallene zu beklagen. Das änderte allerdings nichts an der konservativen Ausrichtung der Einwohner. Aus der bayerischen Landtagswahl 1919 ging die Bayerische Volkspartei mit 536 Stimmen als klarer Sieger hervor.
Die Raiffeisen-Volksbank Ebern wurde 1927 gegründet.
Bedingt durch die Inflation von 1923 und die Weltwirtschaftskrise (1929/32) erhielten die Nationalsozialisten im Mai 1933 332 Stimmen im Stadtgebiet (Bayerische Volkspartei: 457). Am 6. Juli 1929 war die Ortsgruppe Ebern der NSDAP gegründet worden. Allerdings sind bis 1945 keine schwerwiegenden Ausschreitungen gegen die jüdische Bevölkerung der Haßberge nachweisbar. Aktiver Widerstand gegen das Regime und die Deportationen ist jedoch genauso wenig überliefert. Während des Krieges verlegte man einen Teil der kriegswichtigen Produktion eines großen Schweinfurter Kugellagerfabrikanten hierher. Kurz vor dem Einmarsch der Amerikaner wurden noch vier deutsche Deserteure im Hof des Gefängnisses standrechtlich durch einen Trupp junger SS-Leute erschossen (Gedenktafel am ehemaligen Gefängnis).

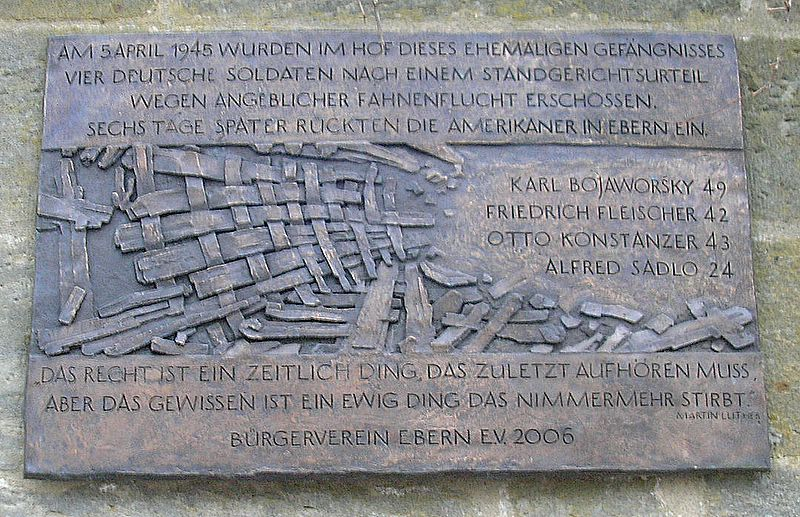
Gedenktafel für die vier kurz vor Kriegsende erschossenen Deserteure am ehemaligen Gefängnis

Der Zweite Weltkrieg endete für die Stadt 1945 mit der kampflosen Übergabe an die nach Süden in Richtung Bamberg vorstoßenden Amerikaner. Eine sinnlose Verteidigung der Stadt wurde durch den damaligen Bürgermeister Josef Wappes verhindert, der zusammen mit dem Stadtpfarrer Otto Schnorr den Truppen entgegenging. Am Morgen des 11. April 1945 betraten die ersten Amerikaner das Stadtgebiet. Nachdem ein Mitglied einer Panzer-Besatzung bei der Durchfahrt durch das mächtige Grautor sein Leben verloren hatte, sollte der Turm als Verkehrshindernis abgebrochen werden. Innerhalb einer Nacht (21./22. April) brachen die Bürger daraufhin ein an die Stadtmauer angebautes Wohnhaus ab und schufen so eine panzergerechte Passage neben dem Tor.
Der amerikanische Stadtkommandant richtete sich im zweiten Obergeschoss des historischen Rathauses ein. Die aufgegriffenen deutschen Soldaten wurden im ehemaligen italienischen Barackenlager in Fierst interniert. Etwa 400 Kriegsgefangene und Fremdarbeiter kampierten als Befreite in der alten Volksschule und im Saal des Gasthofes Forster. Angeblich waren einige dieser Displaced Persons für den Mord am ehemaligen Gefängniswärter und seiner Ehefrau verantwortlich.
Aus den Wahlen zum ersten Deutschen Bundestag am 14. August 1949 ging die CSU mit 405 Stimmen als Sieger hervor. Die Bayernpartei erreichte 373, die SPD 220 Stimmen.
In der Nachkriegszeit siedelten sich zahlreiche Heimatvertriebene aus dem Sudetenland und den ehemals deutschen Ostgebieten um die Altstadt an. Besonders viele Neubürger zog der Ausbau des Zweigwerkes der FAG Kugelfischer nach Ebern. Große Neubaugebiete entstanden, Ebern wurde Standort der Bundeswehr. Am 25. Oktober 1962 wurde das Panzergrenadierbataillon 101 in der neu erbauten Kaserne oberhalb der Stadt stationiert. 1971 zog dort zusätzlich das Panzeraufklärungsbataillon 12 ein. Infolge der Gebietsreform in Bayern wurde der Landkreis Ebern 1972 aufgelöst und das Kreisgebiet größtenteils dem neu entstandenen Landkreis Haßberge, andere Teile den Landkreisen Bamberg und Coburg zugeordnet.
Für die rasch anwachsende Zahl evangelischer Neubürger wurde 1957/58 die evangelisch-lutherische Christuskirche nach Plänen von Karl Pfeiffer-Hardt errichtet. Der Zentralbau mit seinem schiefergedeckten Spitzturm entstand auf ehemals unbebautem Gelände am Hang des Losberges. 1963 wurde die evangelische Kirchengemeinde gegründet. Zwischen 1964 und 1972 war Ebern ein eigenständiges evangelisch-lutherisches Dekanat, das als Folge der Gebietsreform anschließend in das Dekanat Rügheim integriert wurde.

### Gegenwart
Nach dem Ende des Kalten Krieges wurden etliche staatliche Dienststellen und Einrichtungen aufgelöst: 2001 das Grundbuchamt, 2004 das Forstamt, ebenfalls 2004 wurde die Balthasar-Neumann-Kaserne geschlossen und das Panzeraufklärungsbataillon 12 sowie 2005 die Amtsgerichtszweigstelle aufgelöst. In der strukturschwachen Eberner Region brachte das einen beträchtlichen Verlust an Arbeitsplätzen mit sich. Die Polizeiinspektion Ebern blieb erhalten und ist weiterhin für die Sicherheit und Ordnung im nordöstlichen Bereich des Landkreises zuständig. Sie betreut eine Fläche von 355 Quadratkilometern und etwa 21.000 Einwohner.

### Eingemeindungen
Im Zuge der Gebietsreform in Bayern wurde am 1. April 1971 die Gemeinde Eichelberg eingegliedert. Am 1. Juli 1971 folgte Eyrichshof. Reutersbrunn kam am 1. Januar 1972 hinzu. Brünn (bis 1875 Frickendorf), Fischbach, Heubach und Unterpreppach (bis 1920 Preppach, mit den am 1. Juli 1971 eingemeindeten Orten Neuses am Raueneck und Vorbach) wurden am 1. Juli 1972 eingemeindet.
Bramberg kam am 1. Januar 1975, Bischwind am Raueneck am 1. Januar 1976 hinzu. Die Reihe der Eingemeindungen wurde mit der Eingliederung von Albersdorf und Welkendorf am 1. Januar 1978 sowie von Jesserndorf (mit dem am 1. April 1971 eingegliederten Weißenbrunn) und Gebietsteilen der aufgelösten Gemeinde Recheldorf am 1. Mai 1978 abgeschlossen.

### Einwohnerentwicklung
Im Zeitraum 1988 bis 2018 stieg die Einwohnerzahl von 7101 auf 7270 um 169 Einwohner bzw. um 2,4 %. 2000 hatte die Stadt 7594 Einwohner.
Quelle: BayLfStat

## Historisches Ensemble Altstadt

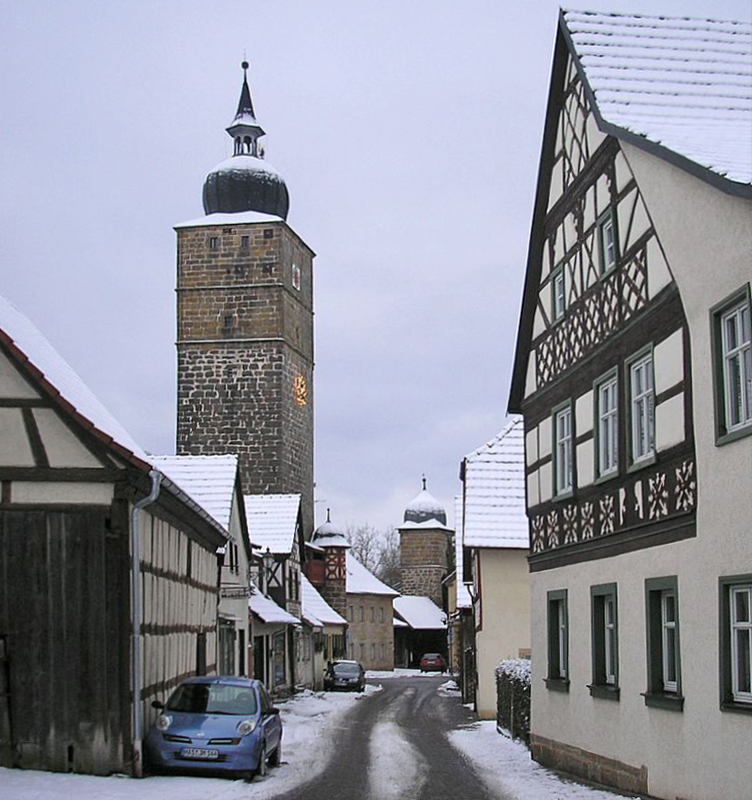
Gasse hinter der südlichen Stadtmauer mit Blick zum Grauturm und Gänseturm

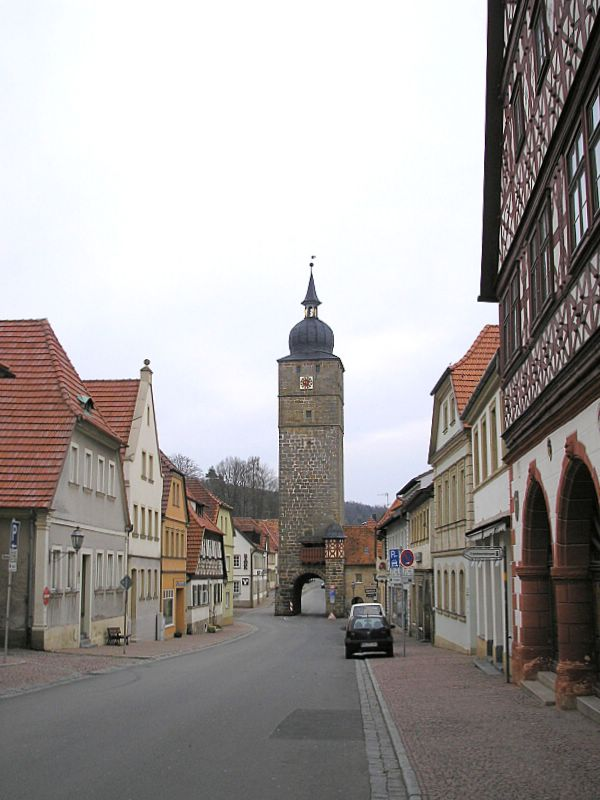
Blick vom Rathaus zum Grauturm

Die mittelalterliche Altstadt von Ebern wurde von der wichtigen Straßen- und Handelsverbindung zwischen Bamberg und Sachsen durchquert. Die ummauerte Kernstadt liegt hochwassersicher auf erhöhtem Gelände über der Baunachniederung. Auf drei Seiten waren dem Bering Vorstädte vorgelagert, nur im Osten blieb der Anger bis nach dem Zweiten Weltkrieg unbebaut.
Der Name der südlichen Vorstadt erinnert als „Klein-Nürnberg“ noch an die Funktion als Stapel- und Rastplatz der aus dem Süden kommenden Handelszüge. Nachdem abends das Tor des mächtigen Grautores geschlossen wurde, mussten die Kaufleute hier Station machen. In der nördlichen Vorstadt lag das Spital (heute Altersheim) mit der Spitalkapelle. Vor dem Spitaltor der Vorstadtmauer wurde im 15. Jahrhundert die erhaltene Marienkapelle errichtet.
Unter dem westlichen Stadtmauerzug liegt eine weitere Vorstadt an einem Nebenlauf der Baunach. Dort hat sich auch die Stadtmühle bis in die Gegenwart erhalten.

### Kernstadt

#### Befestigung
Der starke Bering bildet ein unregelmäßiges Viereck, das durch die Hauptstraße in zwei Hälften geteilt wird. Die Mauer ist noch weitgehend erhalten, allerdings nur im Süden und Osten gut zugänglich. Die Eckpunkte waren durch vier erhaltene Türme über quadratischem Grundriss bewehrt.
Die Wehrmauer wurde in Schalenbauweise aus dem heimischen Rhätsandstein errichtet. Der ehemals wohl vorhandene Wehrgang ist nirgends mehr erhalten, die Mauer durchgehend stark erniedrigt. An Stelle des Grabens verläuft ein Anlagenring, der um 1930 auf Initiative des Lehrers und Heimatpflegers Karl Hoch angelegt wurde.
Neben den vier Ecktürmen steht nur noch das markante Grautor aufrecht. Wie die meisten übrigen Wehrtürme wurde das Eberner Wahrzeichen im 16. Jahrhundert erhöht und durch eine Schieferhaube mit Laterne abgeschlossen. Der Turm gilt als einer der schönsten und höchsten Tortürme Deutschlands.
Hier im Süden ist die Befestigung am besten erhalten und wird nur durch zwei Straßendurchbrüche gestört. Westlich des Grautores läuft die Wehrmauer zum Gänseturm, dessen älterer Teil als offener Schalenturm ausgebildet ist. Nach Osten führt der Mauerzug zum bergfriedähnlichen „Diebsturm“, dem ehemaligen Gefängnis der Stadt.
Als nördliche Ecktürme der Befestigungsanlage stehen noch der Storchen- und der Pfarrgartenturm aufrecht. Das dazwischen liegende Spitaltor wurde im 19. Jahrhundert abgerissen. Damals fielen auch der Badgassenturm über der Stadtmühle und der Eulenturm in der Ostmauer.

#### Stadtanlage

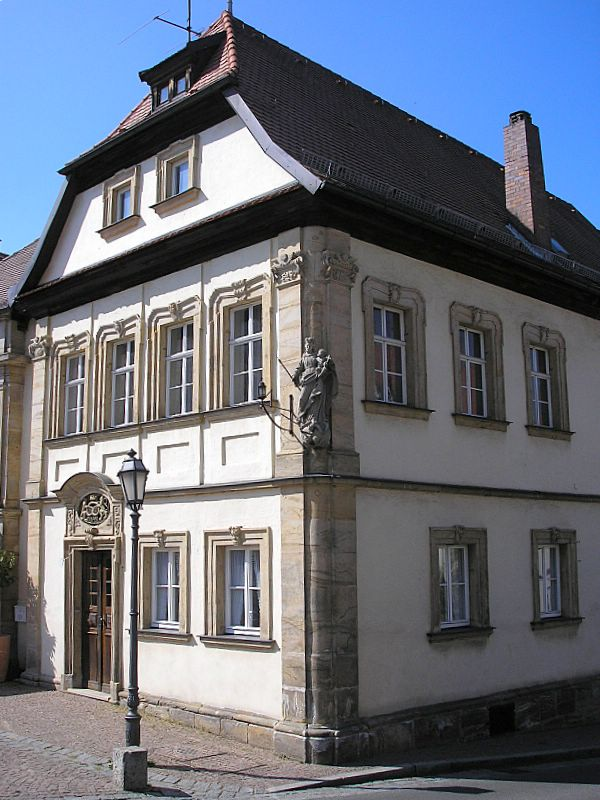
Barockes Wohnhaus (um 1720) am Marktplatz

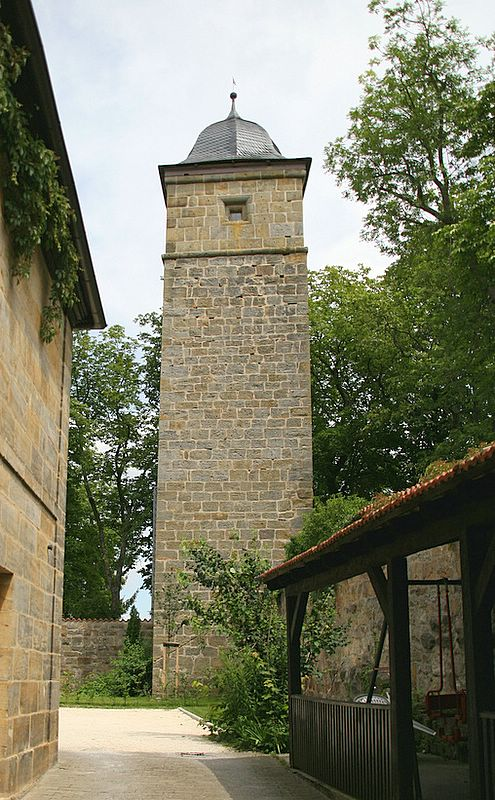
Der „Diebsturm“ der Stadtbefestigung

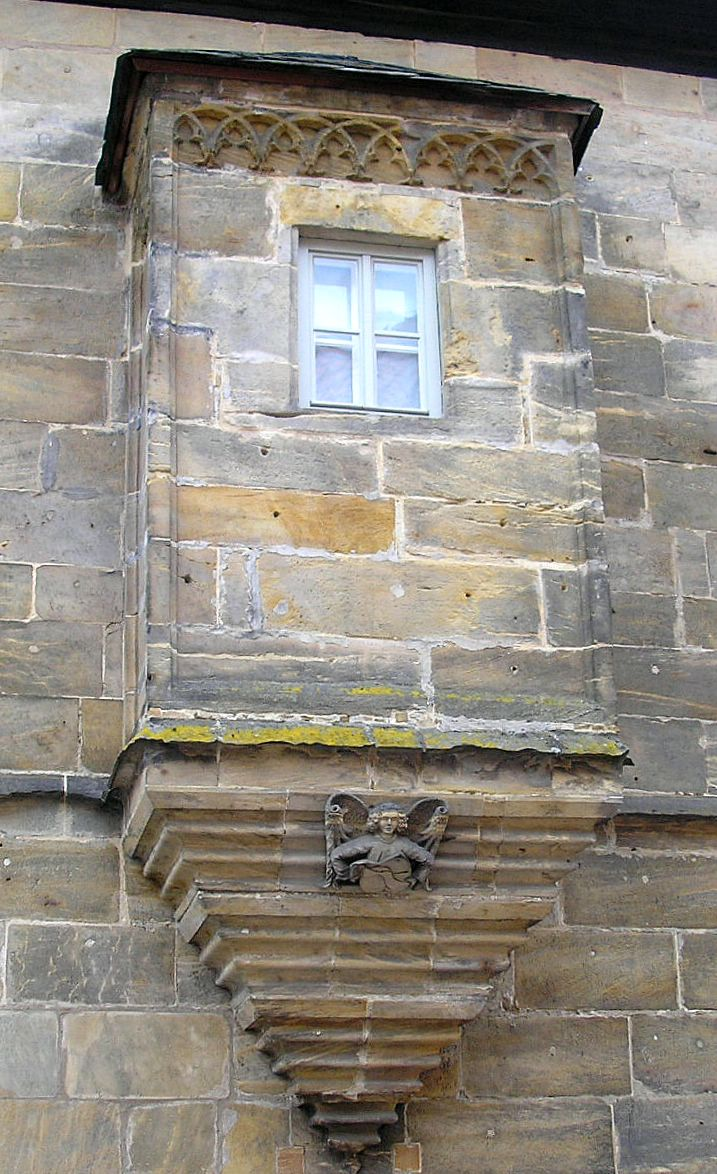
Spätgotischer Erker am „Karner“ (Beinhaus) des ehemaligen Friedhofs

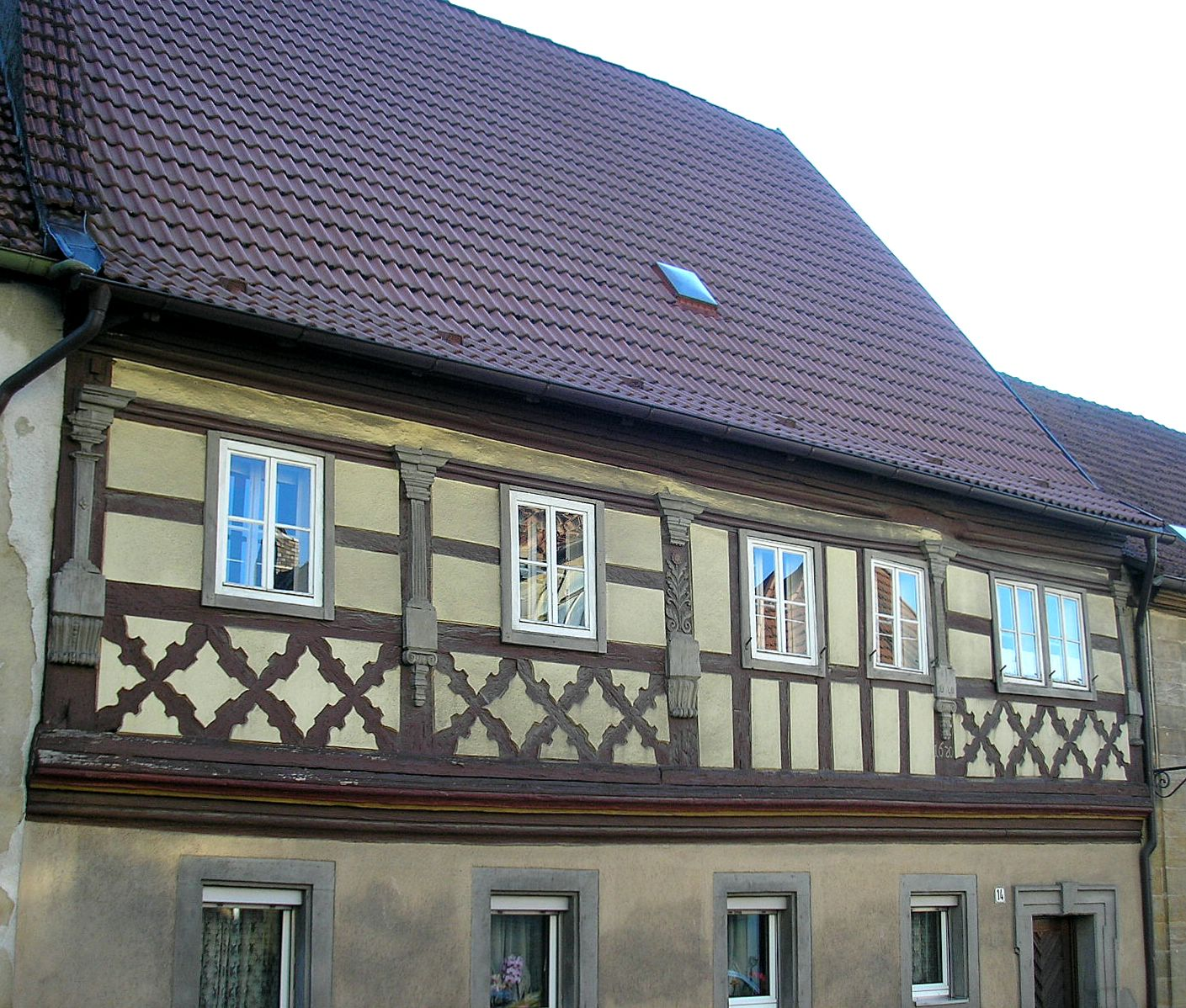
Fachwerkhaus (1620) in der Vorstadt „Klein-Nürnberg“

Der Grundriss der ehemaligen Ackerbürgerstadt zeigt neben der breiten Haupt- und Handelsstraße einen weiteren längeren Straßenzug im Osten an der Stadtmauer. An dieser „Rittergasse“ lagen im Mittelalter die Stadthäuser des Adels der Umgebung. In der frühen Neuzeit entstand hier der riesige Schüttboden des Hochstiftes Würzburg (heute Sitz der Verwaltungsgemeinschaft) und 1722 das ehemalige Rent- und spätere Finanzamt. Hinter der Bebauung haben sich noch teilweise die großen Gärten der ehemaligen Adelshäuser erhalten.
Wesentlich dichter bebaut ist der Westteil der Stadt. Zu beiden Seiten der Hauptstraße reihen sich die Giebelfronten der Wohn- und Geschäftsbebauung zu einem geschlossenen Ensemble des 16. bis 19. Jahrhunderts. Neben einigen anderen Fachwerkbauten prägt besonders die ungewöhnlich reich gegliederte Fassade des Rathauses das Ensemble. Über einem steinernen Renaissance-Untergeschoss mit Rundbogenarkaden erheben sich drei barocke Fachwerkgeschosse (1687–92) mit einer ungewöhnlich dichten Figuration aus Rautenkreuzen.
Einige rundbogige Toreinfahrten belegen noch die landwirtschaftlich geprägte Wirtschaftsstruktur der Stadt im Alten Reich. An der Hauptstraße liegen drei stattliche Gasthöfe, die bis in die Gegenwart bewirtschaftet werden.
Der nördliche Teil der Hauptstraße ist zu einem dreieckigen Marktplatz vor der Westfassade der Stadtpfarrkirche erweitert. Gegenüber steht der barocke Neptun-Brunnen von 1706, der zusammen mit zwei benachbarten Barockhäusern im Bamberger Stil an die Nähe der oberfränkischen Bischofsstadt erinnert. Der restaurierte Renaissance-Erker am heutigen Sparkassengebäude gehört zum ehemaligen Landgerichtsgebäude aus dem späten 16. Jahrhundert.
Östlich des Marktplatzes bildet die große spätgotische Pfarrkirche mit dem Beinhaus (Karner) des ehemaligen Friedhofes eine eindrucksvolle mittelalterliche Baugruppe, die noch durch die zweigeschossige Renaissanceanlage (1604) des Pfarrhofes und die Sandsteinmauer des Friedhofes ergänzt wird.

### Vorstädte
Die stark befestigte Kernstadt war von drei ummauerten Vorstädten umgeben. Die Vorstadtmauer ist nur noch in Resten frei zugänglich, andere Teile wurden erst in der Gegenwart beseitigt oder sind überbaut. Der Verlauf wird weitgehend durch den Anlagenring nachgezeichnet.
In der südlichen Vorstadt Klein Nürnberg befindet sich eines der ältesten Fachwerkhäuser der Stadt. Der Renaissancebau (1620) imitiert mit seiner Säulengliederung Motive des zeitgenössischen Steinbaues. Im Gegensatz zu den meist giebelständigen Gebäuden der Kernstadt bietet das Anwesen dem Betrachter seine Traufseite dar.
Als besonders malerisches fränkisches Ensemble gilt die Hirtengasse hinunter zur westlichen Vorstadt. Einige sanierte Kellerhäuschen säumen den Hohlweg vor der Stadtmauer, der dort die Sandsteinstützmauer eines Gartengrundstückes zwingerartig vorgelegt ist.
Die Westvorstadt in der hochwassergefährdeten Baunachniederung wurde ehemals durch das Sandhofer Tor abgeschlossen. Neben der mächtigen historischen Stadtmühle prägen vor allem kleinbürgerliche Anwesen das Straßenbild.
Im Norden fällt der Stadtberg steil hinunter zur Spitalvorstadt, deren Bebauung hauptsächlich aus dem 18. bis frühen 20. Jahrhundert stammt. Als Seitengasse zieht sich die Sutte nach Osten. Der Ausdruck bedeutete ursprünglich etwa Jauche, Gülle. Dort waren ehemals die „anrüchigen“ Gewerbe der Stadt angesiedelt. Die Abwässer wurden in den schmalen Angerbach abgeleitet, der noch heute um die Vorstadt fließt.
Südlich der Sutte hat sich das städtische Spital erhalten, das auf eine Stiftung des 14. Jahrhunderts zurückgeht. Der heutige Baukörper stammt aus der Barockzeit. Den westlichen Abschluss bildet die schlichte Fassade der Spitalkirche St. Anna.

#### Marienkapelle
Vor dem Spitaltor der Vorstadtmauer entstand im späten 15. Jahrhundert die heutige Marienkapelle, die ehemals den Heiligen Georg und Veit geweiht war. Der barockisierte Sandsteinquaderbau mit seinem reich verzierten spätgotischen Polygonalchor dient seit der Verlegung des städtischen Friedhofes als Friedhofskirche.
Das Innere birgt eine bedeutende Rokokoausstattung mit drei Altären. Im Altarraum ist noch das originale spätgotische Netzrippengewölbe erhalten.

#### Jüdischer Friedhof
Heute weitgehend unbeachtet, liegt weiter nordöstlich hinter einem weitläufigen Fabrikgelände der 1633 angelegte Jüdische Friedhof, der zu den bedeutendsten historischen Friedhofsanlagen Frankens gezählt werden darf.
Während die Stadt Ebern als Amtsstadt des Hochstiftes Würzburg nur wenige Juden beherbergte, diente der Begräbnisplatz in der Flur Paradies bis zum Beginn des 20. Jahrhunderts als zentraler Friedhof der jüdischen Bevölkerung der umliegenden reichsritterschaftlichen Dörfer. Die protestantischen Reichsritter im Eberner Land hatten besonders im 17. und 18. Jahrhundert zahlreiche jüdische Familien aufgenommen, die im Gegenzug oft hohe Schutzgelder entrichten mussten. Im 19. Jahrhundert traten viele dieser ehemaligen Schutzjuden zum christlichen Glauben über. Die letzten jüdischen Mitbürger im ehemaligen Landkreis Ebern fielen dem nationalsozialistischen Rassenwahn zum Opfer oder wurden zur Auswanderung gezwungen.
Heute belegen noch etwa 1200 historische Grabsteine die einstige Bedeutung des Landjudentums in den Haßbergen. Die Steine wurden meist aus dem heimischen Rhätsandstein gefertigt und tragen überwiegend hebräische Inschriften. Nur wenige jüngere Denkmäler sind zweisprachig beschriftet. 1912 wurde der letzte Verstorbene auf dem Gottesacker beigesetzt.

## Politik

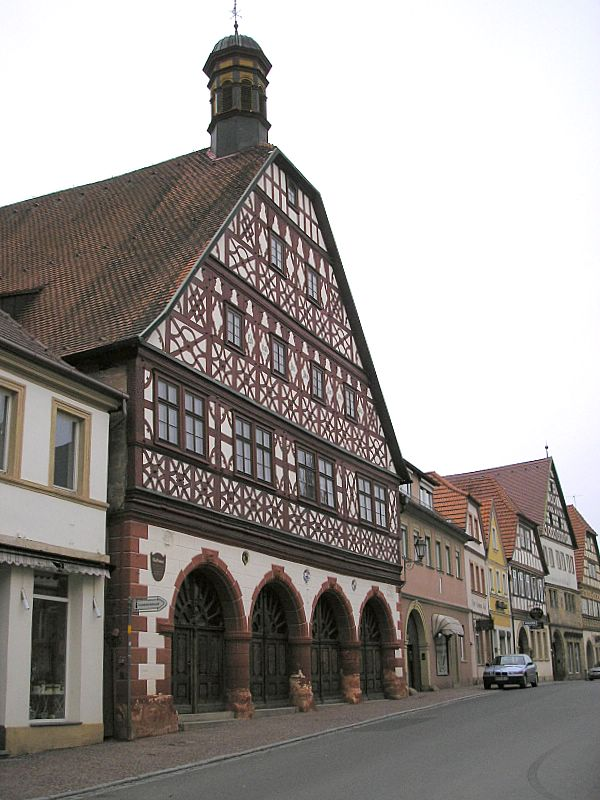
Das historische Rathaus

### Stadtrat
Der Stadtrat von Ebern hat (ohne Bürgermeister) 20 Mitglieder. Nach den vergangenen Kommunalwahlen setzte sich der Stadtrat jeweils wie folgt zusammen:
|      | CSU | SPD | Freie Wähler | FDP | Junge Liste | EAL * | Grüne * | Gesamt   |
| ---- | --- | --- | ------------ | --- | ----------- | ----- | ------- | -------- |
| 2020 | 7   | 4   | 4            | 2   | 1           | *     | 2       | 20 Sitze |
| 2014 | 6   | 6   | 3            | 1   | 3           | 1     |         | 20 Sitze |
| 2008 | 8   | 6   | 2            | 1   | 2           | 1     |         | 20 Sitze |
| 2002 | 9   | 7   | 3            | 1   | –           | –     |         | 20 Sitze |

### Bürgermeister
Erster Bürgermeister ist Jürgen Hennemann (SPD). Er setzte sich bei der Kommunalwahl am 16. März 2014 mit 70,88 % der Stimmen gegen Barbara Baumbach (CSU) durch. 2020 wurde Hennemann mit einer Mehrheit von 56,08 % für weitere sechs Jahre im Amt bestätigt.
Vorgänger:
- Robert Herrmann (CSU) vom 1. Mai 1996 bis 30. April 2014
- Rolf Feulner (CSU) vom 27. Februar 1972 bis 30. April 1996
- Franz Hübl (SPD)

### Wappen
| Wappen von Ebern | Blasonierung: „In Gold ein halber springender schwarzer Eber über einer einbogigen roten Brücke mit Geländer.“ |
| Wappen von Ebern | Wappenbegründung: Ebern wurde 1335 zur Stadt erhoben, Stadtherr war der Bischof von Würzburg. Aus dem Jahr 1352 sind Abdrucke eines Siegels überliefert. Sie zeigen eine eintürmige Kirche in Seitenansicht. Das gleiche Bild ist auch auf einem Siegel aus dem 16. Jahrhundert zu sehen. In einem Siegel aus dem späten 18. Jahrhundert ist das freistehende Rathaus abgebildet. In einem Wappenbuch von 1544 taucht erstmals das von den Siegelbildern abweichende Wappenbild mit dem halben Eber auf. Dieser steht redend für den Ortsnamen, der “bei den Ebern” bedeutet und 1216 erstmals belegt ist. Seit dem 19. Jahrhundert steht der Eber zusammen mit einer Brücke als Hinweis auf den Fluss Baunach im Siegel. Die Farben sind seit 1835 belegt. Wappenbilder mit einem Eber müssen nicht, wie hier, immer “redend” sein (vgl. das Wappen von Pruntrut, dem eine für die Stadt wichtige Geschichte zugrunde liegt). |

### Partnergemeinden
Seit 1980 unterhält die Stadt eine Gemeindepartnerschaft mit der am Anfang des Tiroler Zillertales gelegenen Gemeinde Strass. Die Verbindung geht ursprünglich auf die seit 1967 bestehenden Kontakte des Blasorchesters Ebern und der Strasser Trachtenkapelle zurück. Die Partnerschaft wird hauptsächlich durch private und offizielle Besuche und Gegenbesuche aufrechterhalten. 2008 wurde ein Kreisverkehr am nördlichen Stadtausgang nach der Tiroler Gemeinde benannt (Strasser Kreisel).
Im Mai 2019 wurde eine weitere Gemeindepartnerschaft mit der französischen Gemeinde Trun geschlossen. Die Verbindung beider Orte gründet in einer Begebenheit im Zweiten Weltkrieg. Der Eberner Wilhelm Baumann diente als Arzt in der deutschen Wehrmacht. Nach Landung der Alliierten in der Normandie kam es im August 1944 zur Kesselschlacht von Falaise-Chambois. Baumann erlebte das unsinnige Sterben tausender Soldaten hautnah mit. Zusammen mit dem französischen Abbé Launay hat er am 21. August 1944 die Kapitulation eines Teiles der deutschen Truppen ermöglicht.

## Sehenswürdigkeiten
- Am Marktplatz:

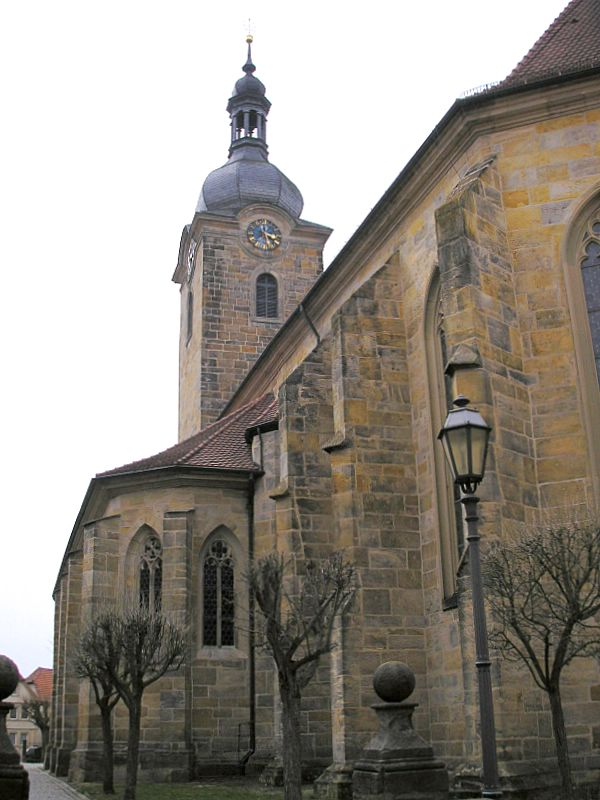
Pfarrkirche St. Laurentius

  - Spätgotische Stadtpfarrkirche St. Laurentius mit reicher Ausstattung (Renaissancekanzel, Epitaphien)
  - Karner (Ossarium, spätgotisches Beinhaus, Netzgewölbe)
- Spätgotische Marienkapelle am Friedhof (schöne Barockausstattung)
- Historisches Rathaus (imposante Fachwerkfassade auf Sandsteinsockel)
- Grauturm, das Wahrzeichen Eberns (Torturm mit Glockenspiel Engel und Tod)
- Heimatmuseum Ebern am Grauturm
- Marktplatzbrunnen („Gabelmann“, barocker Neptunbrunnen)
- Rittergasse mit Amtsgebäuden:
  - Finanzamtsgebäude (ehemaliger Wohnsitz des Dichters Friedrich Rückert und seiner Eltern)
  - Ämtergebäude (ein ehemaliger Getreidespeicher; bis 1972 Sitz des Landratsamtes Ebern, heute Sitz der Verwaltungsgemeinschaft Ebern (Ebern, Rentweinsdorf, Pfarrweisach), Außenstelle Kfz-Zulassung, bis Juli 2005 Sitz des Amtsgerichtes)
- Eberner Käpelle, der Heiligen Barbara geweiht
- Ehemaliges Amtsgerichtsgefängnis, später Gesundheitsamt (bis 1972), heute Praxen-Gemeinschaft
- Forstamt (geschlossen)
- Das Eberner Kegelspiel – eine Anordnung von Türmen, wird auch „Frankens schönstes Kegelspiel“ genannt; ehemals acht Türme um die Stadtmauer herum angeordnet und der Stadtpfarrkirchenturm in der Mitte. Heute stehen nur noch sechs Türme (Gänseturm, Diebsturm, Grauturm, Storchenturm, Pfarrgartenturm und der Turm der Stadtpfarrkirche). Drei Türme des Kegelspiels wurden im Laufe des 19. Jahrhunderts „abgeräumt“ (Spitaltorturm, Badgassenturm, Eulenturm)
- Schloss Eyrichshof
- Burgruine Rotenhan (Eindrucksvolle Reste einer Felsburg)
- Burgruine Rauheneck (Raueneck), Stadtteil Vorbach
- Schloss Weißenbrunn, Stadtteil Weißenbrunn
- zahlreiche weitere Burgen und Schlösser im näheren Umkreis (Burg und Burgruine Lichtenstein, Burgruine Altenstein, Burgruine Bramberg, Schloss Rentweinsdorf, Schloss Gereuth, Schloss Burgpreppach und viele andere)
- Großer historischer Judenfriedhof (ab 1633) mit etwa 1200 Grabsteinen des 17. bis 19. Jahrhunderts.
- Die Mariengrotte am ehemaligen Bundeswehrgelände

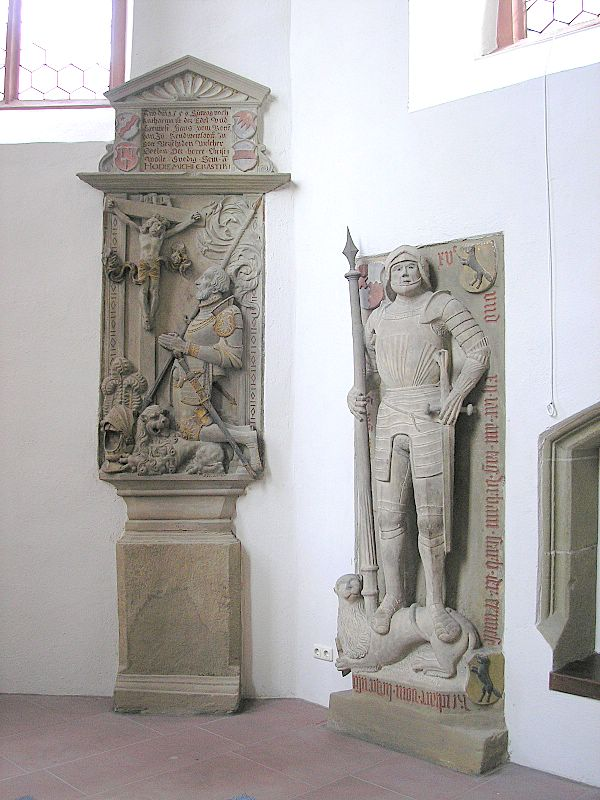
Grabdenkmäler des 16. Jahrhunderts im Chor der Pfarrkirche
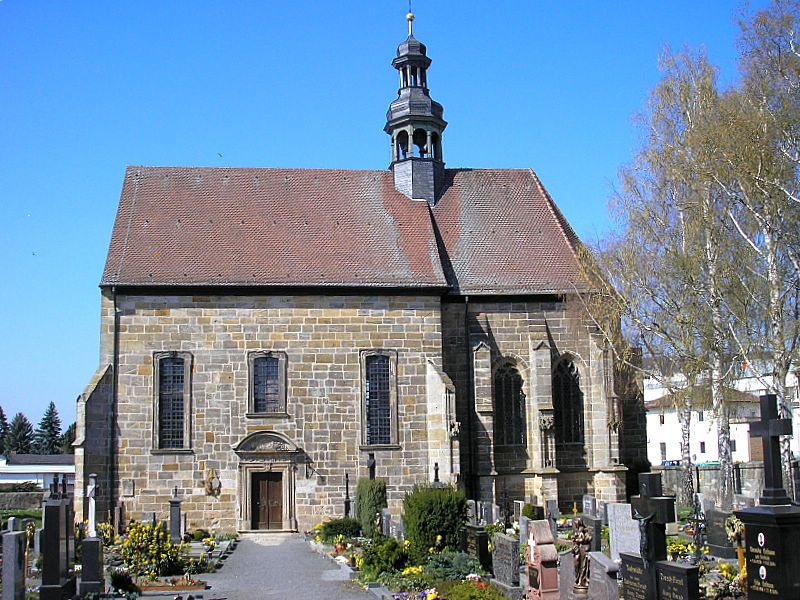
Barockisierte Marienkapelle am nördlichen Stadtausgang
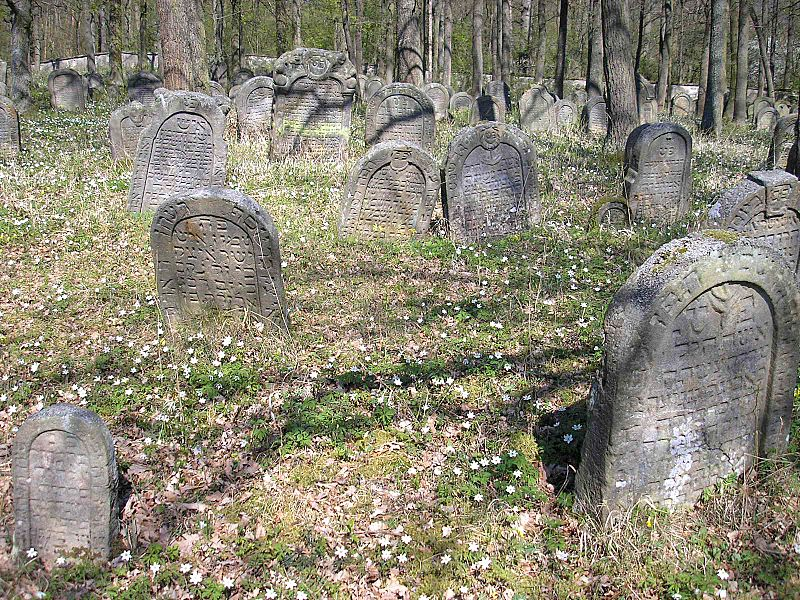
Historischer Jüdischer Friedhof vor der Stadt
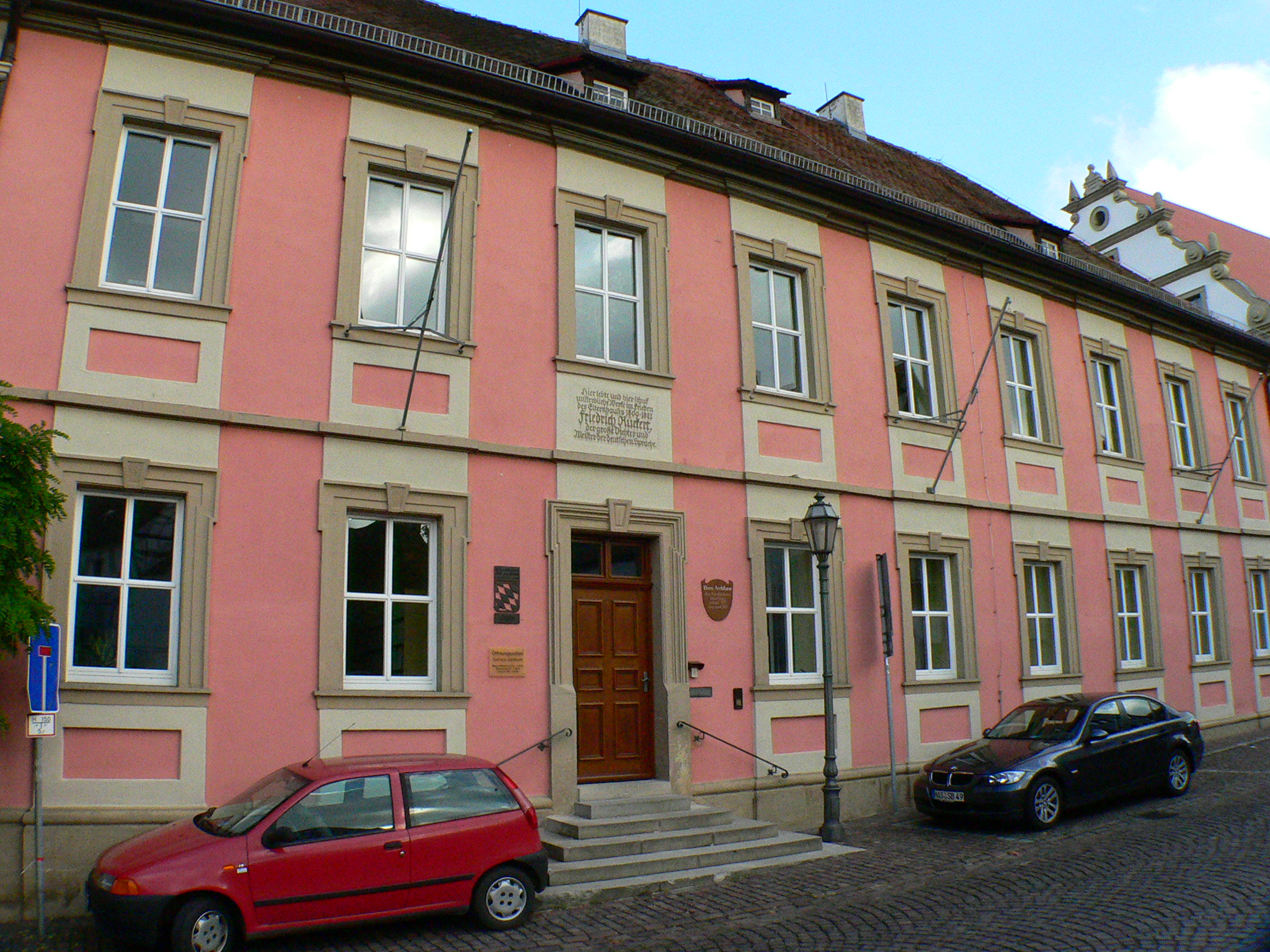
Amtshaus (Rückerthaus)
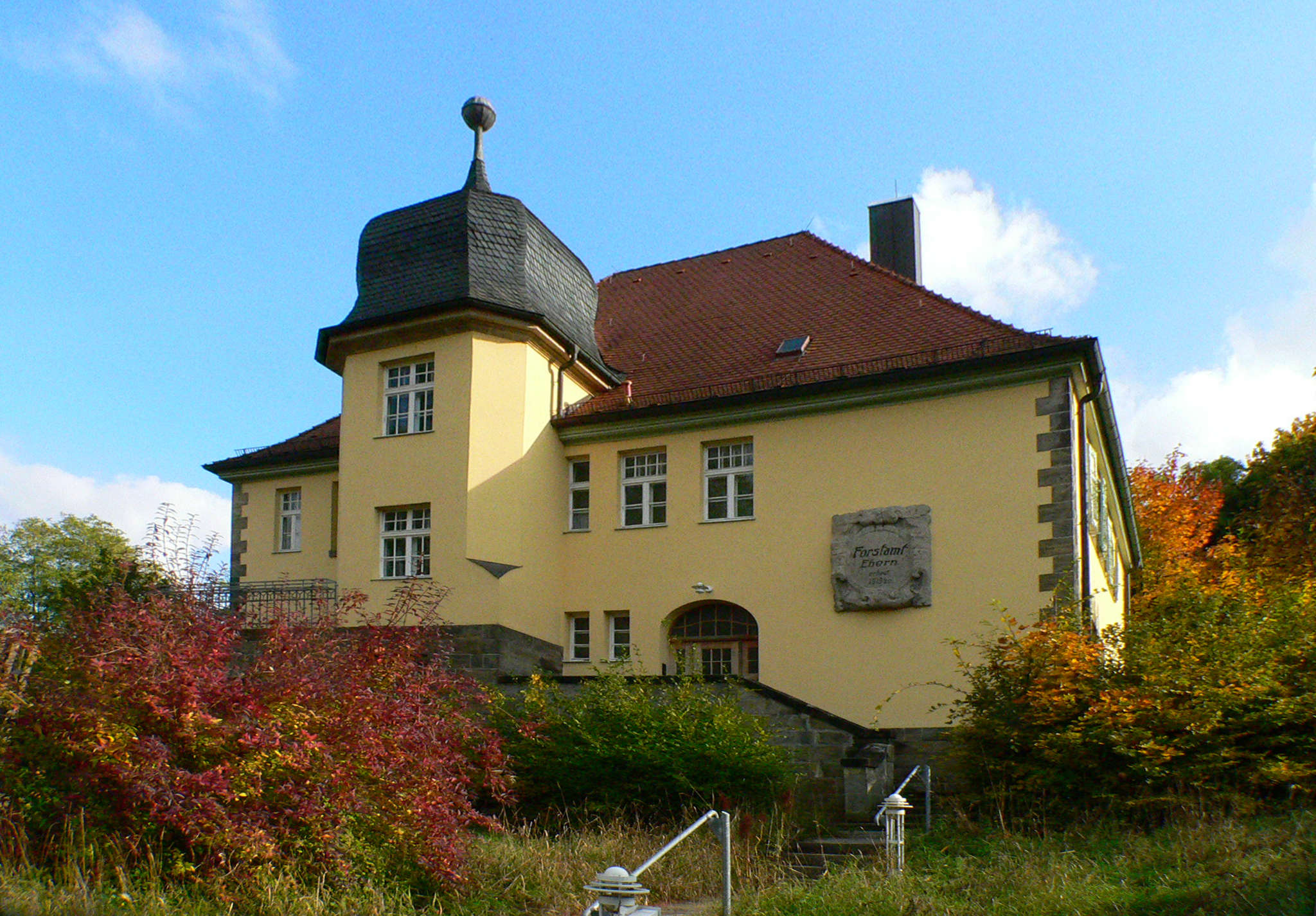
ehem. Forstamt
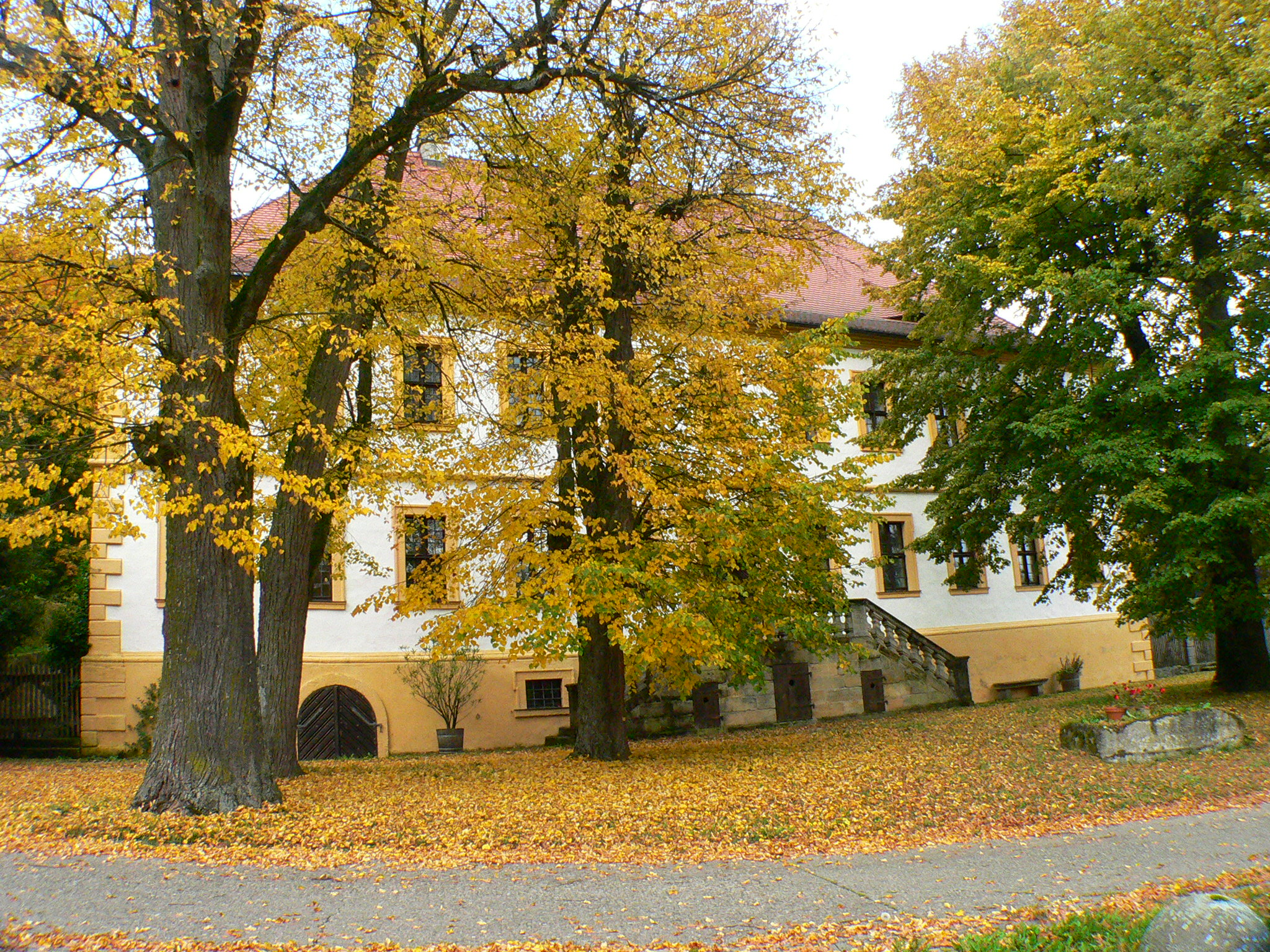
Schloss Weißenbrunn
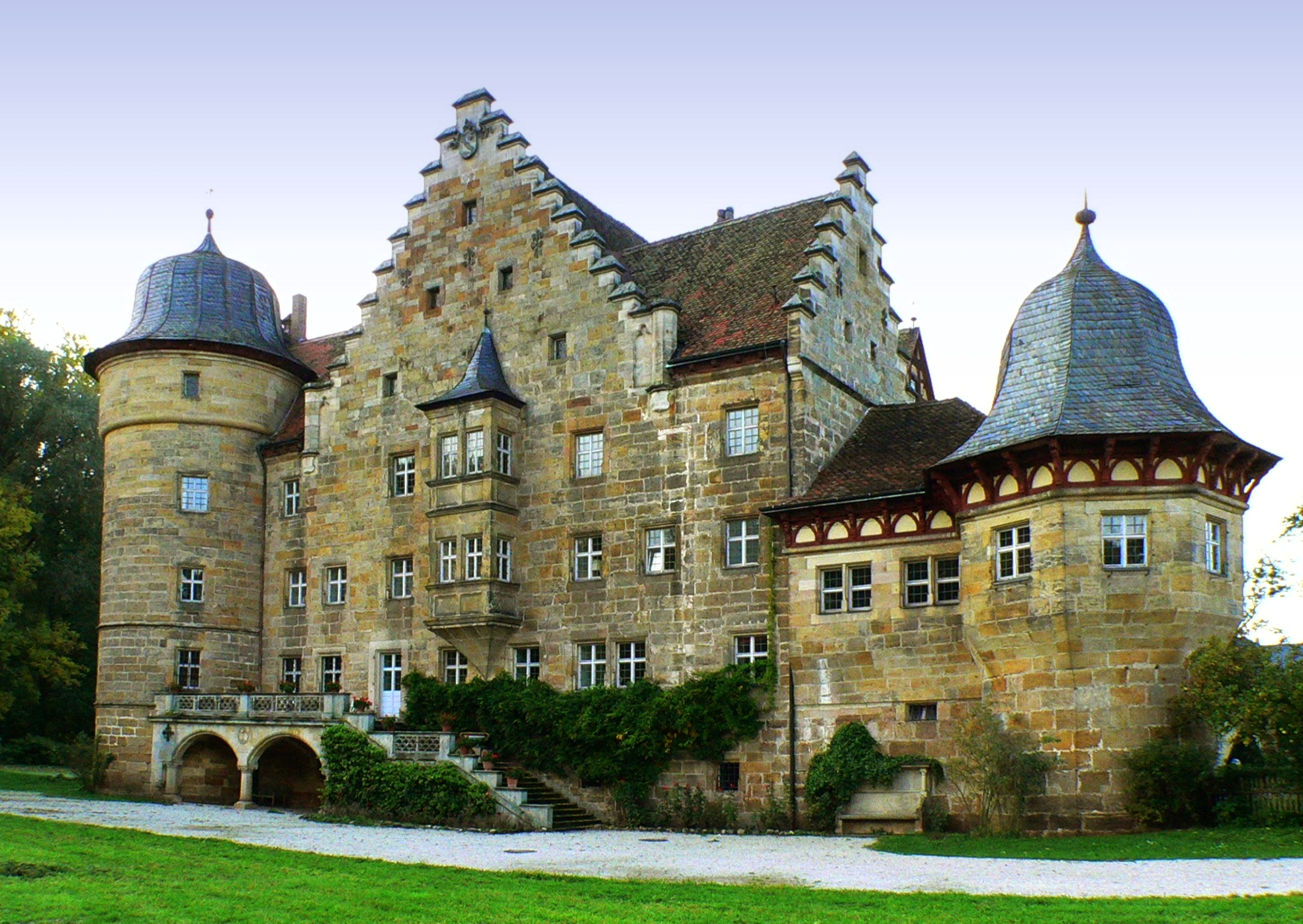
Schloss Eyrichshof Südansicht

## Wirtschaft und Infrastruktur

### Wirtschaftsstruktur
Neben zahlreichen oft alteingesessenen mittelständischen Handwerks- und Dienstleistungsbetrieben haben sich im und nach dem Zweiten Weltkrieg einige größere Industriebetriebe im Stadtgebiet angesiedelt.
Als größter Arbeitgeber ist der französische Großkonzern VALEO von besonderer Bedeutung für die städtische Wirtschaftsstruktur. VALEO übernahm am 31. Oktober 2017 die FTE automotive GmbH. Der Automobilzulieferer FTE ging 1993 im Zuge der Wälzlagerkrise aus dem 1940 entstandenen Zweigwerk des Schweinfurter FAG Kugelfischer-Konzerns hervor, das damals kriegsbedingt im Nordosten der Stadt vor dem historischen Jüdischen Friedhof entstand. Später wurde neben dem Betriebsgelände eine größere Werkssiedlung errichtet. Ab 1993 gab es mehrere Investorenwechsel und Verkäufe (Echlin/USA, DANA/USA, HG Capital/England, PAI Partner/Frankreich, Bain Capital/USA). Im Jahr 2023 hatte das Werk 1100 Mitarbeiter, 2024 sollen 280 Mitarbeiter entlassen werden.
Im Industriegebiet zwischen Ebern und Eyrichshof befindet sich auch die Zentrale der Weigang AG, eines der größten europäischen Hersteller von Planungs- und Visualisierungslösungen. Der jüngste größere Industriebetrieb Eberns ist die Uniwell Wellrohr GmbH in Eyrichshof, die technische Wellrohre aus Kunststoff produziert und vertreibt.
In der Vorstadt Sandhof entstand nach 1980 ein Einkaufszentrum mit Lebensmittelmärkten, Nonfood- und Textildiscountern und Baumarkt. Vorher boten nur kleinere Lebensmittelgeschäfte und Supermärkte der Bevölkerung eine Grundversorgung an.

### Tourismus
Das waldreiche, hügelige Eberner Land gilt wegen seiner Wandermöglichkeiten und zahlreichen historischen Sehenswürdigkeiten zunehmend als beliebtes Urlaubs- und Ausflugsgebiet. In der Stadt Ebern bieten neben einigen Privatvermietern mehrere Gasthöfe, Pensionen und ein Hotel Übernachtungsmöglichkeiten an. Für Wohnmobilfahrer wurde im Bereich des ehemaligen Sportplatzes vor der historischen Stadtmauer ein geräumiger Stellplatz mit Sanitäreinrichtungen angelegt.

### Medizinische Versorgung
Neben drei Allgemein- und fünf Zahnärzten bieten ein Augenarzt, ein Internist, eine Frauenärztin und ein Orthopäde der Bevölkerung eine Grundversorgung an. Das medizinische Angebot wird noch durch einige Heilpraktiker, Logopäden und Krankengymnasten ergänzt.
1912 wurde das Krankenhaus Ebern für die damaligen Distrikte Baunach und Ebern eröffnet. Heute gehört das vormalige Kreiskrankenhaus als Klinikstandort Ebern zu den Haßberg-Kliniken, die weitere zwei Krankenhäuser in Haßfurt und Hofheim i.UFr. betreiben. Das 1998 umgebaute und sanierte Krankenhaus in Ebern hält 55 Planbetten im Bereich der Inneren Medizin und 20 Betten in der chirurgischen Abteilung vor. Im Zuge der Sanierung wurde die gynäkologische Abteilung geschlossen. Seitdem nutzen werdende Mütter aus dem Raum Ebern meist die Entbindungsstationen anderer umliegenden Kliniken. Ende 2021 wurde auch die chirurgische Abteilung des Krankenhauses geschlossen. Es finden allerdings noch ambulante Operationen statt. Die chirurgische Versorgung ist seitdem nur noch werktags von 8 bis 18 Uhr während der Öffnungszeiten des Medizinisches Versorgungszentrums (MVZ) gewährleistet. Am 31. Juli 2025 wurde bekanntgegeben, dass das Krankenhaus zum Ende des Jahres schließt. Der Palliativmedizinische Dienst, welcher an die Innere Station angebunden war, wird bereits im November in das Krankenhaus Haßfurt verlegt. Das ambulante OP bleibt dem Standort Ebern erhalten, sowie aufgrund der Schließung des MVZ in Eltmann das Eberner MVZ um eine Gynäkologische Praxis ergänzt wird.
Zudem besitzt Ebern eine Rettungswache und eine Katastrophenschutzbereitschaft des Bayerischen Roten Kreuzes.

### Schulen
Ebern besitzt ein Gymnasium (Friedrich-Rückert-Gymnasium), eine staatliche Realschule (Dr.-Ernst-Schmidt-Realschule), eine Grundschule, eine Mittelschule, eine Meisterschule für das Schreinerhandwerk, eine Volkshochschule, eine Musikschule und ein Sonderpädagogisches Förderzentrum.

### Feuerwehr
In Ebern und seinen Gemeindeteilen existieren zahlreiche Freiwillige Feuerwehren. Ebern ist Stützpunktwehr und besitzt eine Jugendgruppe. Der Fuhrpark umfasst fünf Fahrzeuge und einen Anhänger. (Pulverlöschanhänger). Neben einem Kommandowagen, einem Mehrzweckfahrzeug, dem Tanklöschfahrzeug TLF 16/25, dem Löschgruppenfahrzeug LF 20 und einer Drehleiter befindet sich in Ebern ein vom Landkreis Haßberge beschaffter Rüstwagen RW 2.

### Verkehrsanbindung

#### Bahn
Ebern ist Endpunkt der 18 Kilometer langen Nebenstrecke aus Breitengüßbach. In Breitengüßbach schließt sie an die Hauptbahn Nürnberg–Lichtenfels an. Bis 1988 wurde die Strecke bis in das etwa 16 Kilometer weiter nördlich gelegene Maroldsweisach bedient. Diese Bahnverbindung wurde im Volksmund Maro-Express genannt. Nach der Schließung des Bundeswehrstandortes konnte der Personenverkehr aufrechterhalten werden, nachdem der Güterverkehr nach Ebern eingestellt worden war. Einzelne Güterzüge transportieren noch Gas zu einem Betrieb in Baunach.
Seit dem 1. Januar 2010 gehört die Strecke dem Verkehrsverbund Großraum Nürnberg an. Zum Fahrplanwechsel am 12. Juni 2011 ist ein täglicher Stundentakt nach Bamberg eingerichtet worden, nachdem die agilis-Verkehrsgesellschaft den Personenverkehr auf der Strecke übernommen hat. In Bamberg besteht Anschluss an die ICE-Strecke München–Berlin. Neue Fahrzeuge des Typs Stadler Regio-Shuttle RS1 lösen damit die seit Herbst 2001 eingesetzten Triebzüge der DB-Baureihe 642 ab. Nach umfassenden Umbau- und Renovierungsmaßnahmen auf der etwa 26 Kilometer langen Strecke Bamberg–Ebern beträgt die Fahrzeit nur noch 30 Minuten.

#### Straße
Ebern liegt an der Bundesstraße 279 Breitengüßbach–Fulda. 18 Kilometer südlich bei Breitengüßbach besteht Anschluss zur A 73. Fünf Kilometer östlich führt die B 4 vorbei. In der Nähe verläuft zudem die B 303.

#### Luftfahrt
Sieben Kilometer südlich des Ortes besteht der Flugplatz Ebern-Sendelbach, ein Sonderlandeplatz für Luftfahrzeuge aller Art bis zu 2000 kg Höchstabfluggewicht (MTOW).

## Freizeitangebote

### Stadtbücherei und Heimatmuseum
Die Stadtbücherei bietet im historischen alten Schulhaus neben der katholischen Stadtpfarrkirche etwa 17.000 Medien zur Ausleihe bzw. Nutzung an. Am Ort nicht vorhandene Titel können über Fernleihe bestellt werden. Mehrmals im Jahr werden im angeschlossenen Mehrzweckraum im ehemaligen Beinhaus (Ossarium) kleine Ausstellungen gezeigt.
Ein öffentlicher Bücherschrank entstand durch das Engagement Eberner Bürger. Er steht rechts der Stadtpfarrkirche Sankt Laurentius.
Das Heimatmuseum am Grauturm birgt im Erdgeschoss zahlreiche Exponate zur Stadt- und Regionalgeschichte. Im ersten Stock wurde eine typische Schulstube aus der Zeit der einklassigen Landschulen eingerichtet. Nebenan werden einheimische Vögel und Pelztiere präsentiert. Etwa 3000 Präparate veranschaulichen die Vielfalt europäischer Schmetterlingsarten. Ein weiteres Zimmer erinnert an den ehemaligen Lehrer, Heimatforscher und Heimatpfleger Karl Hoch, auf dessen Engagement u. a. der Bau des Anlagenringes um die Altstadt zurückgeht (Karl-Hoch-Anlage). Im Dachgeschoss sind zahlreiche historische Arbeitsgeräte des Handwerks und der Landwirtschaft zu sehen.

### Sportanlagen und Bäder
Sportliche Betätigung ermöglicht ein Trimm-Dich-Pfad (Vita-Parcours) auf dem Losberg. Am Waldrand dieses Höhenrückens liegt das beheizte Freibad, das mit seinen etwa 35.000 Quadratmetern zu den größten derartigen Anlagen der Region zählt. Neben einem 50-Meter-Sportbecken bietet die Einrichtung ein Sprungbecken, ein großes separates Nichtschwimmerbecken und ein Kinderplanschbecken. Zahlreiche weitere Sport- und Spielanlagen und ein Restaurant ergänzen das Angebot des auch überregional sehr gut angenommenen Bades.
Das Anfang der 1970er Jahre errichtete Hallenbad zwischen Grund- und Realschule wurde im Sommer 2013 wegen Baufälligkeit abgerissen. Das neue Hallenbad wurde im Oktober 2016 eröffnet.
Gegenüber liegt die Tennisanlage an der Coburger Straße, in der auch Gäste willkommen sind. Neben dem großen Neubaugebiet Mannlehen liegt am Losberg das Schützenhaus mit sechs Ständen für Kleinkalibergewehre und Pistolen. Im Vereinsheim des TV Ebern unterhalb der Mittelschule stehen vier Kegelbahnen zur Verfügung. Im Sportsaal werden auch Turnen und Tischtennis angeboten. Hinter dem Vereinsheim befinden sich ausgedehnte Sportanlagen (Angerstadion), die vom Sportverein und den Schülern des angrenzenden Schulzentrums genutzt werden. In der näheren Umgebung sind mehrere Reitanlagen für Kinder und Erwachsene vorhanden.

### Wanderwege
Ungefähr 200 Kilometer Wanderwege werden von der Wandergruppe des Bürgerverein Ebern unterhalten und markiert. Über die Tourist-Information der Stadt Ebern werden auch Stadtführungen angeboten.

### Altstadtfest
Seit der 750-Jahr-Feier der Stadt im Jahr 1980 wird jährlich Ende Juli das dreitägige Altstadtfest gefeiert. Die verschiedenen Attraktionen wie Konzerte, Theater- und Kleinkunstvorstellungen werden von tausenden Besuchern aus der gesamten Eberner Region besucht.

## Söhne und Töchter der Stadt
- Johannes Schwanhauser (um 1483–1564), Reformator Bambergs
- Nikolaus Müller (1465–1515), Deutschordenskomturei
- Johann Georg Meusel (1743–1820), Historiker, Lexiko- und Bibliograf
- Nikolaus Ritter von Koch (1807–1866), Politiker und bayerischer Kultusminister
- Georg May (1819–1881), Tiermediziner und Hochschullehrer
- Georg Anton von Huller (1829–1883), Pädagoge
- Ernst Schmidt (1830–1900), Mediziner und Sozialrevolutionär, Namensgeber der Eberner Realschule
- Hans Appelmann (1867–1930), Generalstaatsanwalt beim Landgericht München I
- Adolf Vogel (1895–1959), Maler, Grafiker und Hochschullehrer
- Lothar Dietz (1896–1976), Bildhauer (geboren im Stadtteil Jesserndorf)
- Elmar Dietz (1902–1996), Bildhauer (geboren im Stadtteil Jesserndorf)
- Theobald Freudenberger (1904–1994), katholischer Theologe, Kirchenhistoriker
- Alfred Einwag (* 1928), Jurist, 1988 bis 1993 Bundesbeauftragter für den Datenschutz
- Ingrid Schubert (1944–1977), Terroristin und Gründungsmitglied der Rote Armee Fraktion
- Stefan Plenkers (1945–2024), Maler und Grafiker
- Günther Schaefer (1954–2023), Maler und Fotograf
- Thomas Schumacher (* 1959), Sozialpädagoge, Autor und Professor für Philosophie in der Sozialen Arbeit
- Stefan Kainath (* 1964), Karate-Weltmeister und Bundestrainer
- Tatjana Gsell (* 1971), Model

## Persönlichkeiten
- Martin Bätz (1830–1885), geboren in Memmelsdorf in Unterfranken, Eberner Fabrikant, Eberner Abgeordneter für Unterfranken im Bayerischen Parlament (Kammer der Abgeordneten: 1870–1880), Fortschrittspartei[16]
- Katja Röder (* 1975 in Coburg), deutsche Drehbuch- und Hörspielautorin, wuchs in Ebern auf und machte ihr Abitur am Eberner Friedrich Rückert Gymnasium
- Rudolf Metter (1903–1972), deutscher Politiker und Abgeordneter im Deutschen Bundestag (1957–1965)
- Friedrich Rückert (1788–1866), geboren in Schweinfurt, deutscher Dichter, Sprachgelehrter und Übersetzer sowie einer der Begründer der deutschen Orientalistik; seine Familie zog 1809 nach Ebern; Namensgeber des Eberner Gymnasiums